# 嵐
嵐（日语：／；）是日本男子偶像团体，由大野智、櫻井翔、相葉雅紀、二宮和也、松本潤，由傑尼斯事務所推出。於1999年11月3日發行首張單曲正式出道，所屬唱片公司為J Storm。
嵐是目前oricon排行榜中榮獲最多人氣單曲冠軍的歌手（合計54首作品），且自2010年起7度獲得日本金唱片大獎，其中2010年獲頒第24回日本金唱片大賞「年度最優秀歌手」等10個獎項，成為史上首個十冠王。在oricon舉辦的「樂迷2萬人的選擇『喜歡的歌手』排行榜」中達成日本史上首次7連霸，合計8次（2010～2016年、2018年）拿下首位，oricon歌手銷量榜單中也成為年度獲得冠軍頭銜最多的歌手，亦是開榜以來首個十冠王，除此之外還是史上首個以偶像組合主持「NHK紅白歌合戰」的團體。
2015年『ARASHI「Japonism Show」in ARENA』突破SMAP創下的20年1000萬人次紀錄，成為史上最快17年間達成1000萬觀看人次的藝人。並在2017年oricon公信榜年間排行發表的「綜合力」的總銷量連續5年第7次榮獲冠軍，刷新了自己過去保持的連續4年6次冠軍（2009～10年、2013～2017年）的紀錄；嵐的一舉一動每年都能為日本帶來巨大的經濟效果，因此也長年參與地方公益活動，其中「嵐的WAKUWAKU學校」便是響應東日本大地震，為避免演唱會耗費過多電力，改在東京巨蛋舉辦這項慈善活動，並將活動收益的一部分捐給受災地區(2011～2019年，共9屆)。
2019年6月發行的第5張精選輯《5×20 All the BEST!! 1999-2019》狂賣330萬張，力壓全球熱門歌手，被金氏世界紀錄官方認定為「2019年最熱銷專輯」；截至目前共舉辦了537場演唱會、總參加人數高達1600萬人以上，其中紀念出道20周年的《ARASHI Anniversary Tour 5×20》巡演演唱會多達51場，總動員人數高達237.5萬人，創下日本史上最多演唱會人數紀錄。
组合于2021年1月1日起暫時中止活動，隊長大野智亦於2021年起暫停演藝活動。
2024年4月10月，宣布成立「株式會社嵐」，他們將直接參與公司營運，並經營粉絲俱樂部。該團体計划在 2026 年春季巡演結束後結束團體活動。

## 簡介
1999年從傑尼斯事務所旗下的關東小傑尼斯中挑選而組成，為5人組的男性偶像團體，同年9月15日於夏威夷召開發表記者會，11月3日發行首張單曲《A·RA·SHI》正式出道；團體初期表現不俗，但也經歷過人氣下滑的低谷。成軍八年後，團員松本潤擔任日劇《流星花園》男主角，加上由嵐演唱的主題曲《Love So Sweet》，讓團體就此爆紅。
2010年嵐為「紅白歌合戰」史上第一次由團體擔任主持人，同時亦是紅白連續主持最久的團體（第61～65屆,2010～2014年）。除了以歌手身分活躍之外，2001年開播的深夜綜藝節目「真夜中的嵐」，隨後2008年的「嵐的大秘密」進入黃金時段，同時段還有「VS嵐」，以及2010年開始的「嵐的大挑戰」兩檔冠名綜藝節目，在黃金時段擁有兩個歷久不衰的冠名節目這件事本身已經說明嵐在傑尼斯裡面的特殊地位。
在多方面接觸綜藝節目與影劇，加上五個成員的各自演藝活動也很豐富，並在日本娛樂界中展現驚人的實力打破諸多紀錄後，在往年調查中嵐在日本的國民度達到96％，即便每個成員各別區分開來國民度也都有90％以上，因而逐漸被稱為國民偶像。團體活動時間中後期，他們還打破人們對日本男團總是深鎖國際大門的刻板印象，至 Youtube 總部討論並開設官方 Youtube 頻道節目，亦是日本最快人數破百萬訂閱頻道使用者( 28小時內 )，同時還設立了 Instagram、twitter、與 Bruno Mars 等歐美歌手合作，並登上美國時代廣場的廣告看版。
2019年11月9日在令和元年首次舉辦的國民祭典「天皇陛下即位奉祝祭典」中，嵐因「獲廣泛國民支持的國民歌手」受邀演唱恭賀天皇即位的「奉祝曲」《Journey to Harmony》，演唱過程中雅子皇后更一度拭淚。2020藝人廣告排行榜中，嵐成員包辦了前五名，在12月26日「嵐的大挑戰」最終回中，13間日本超級企業聯合製作的一次性廣告「嵐へ贈る30秒」，目的是感謝嵐20年來的優質代言，該廣告僅在節目最終回播放；同年12月30日第62屆日本金唱片大獎中，獲得大會新增的「特別榮譽獎」， 表揚其出道21年來對音樂文化的貢獻。。
現時，嵐的團體活動無限期暫停。隊長大野智於2021起休止所有演藝活動，而二宮和也及松本潤分別於2023年10月及2024年6月個人活動退出傑尼斯事務所自立門戶，但同時聲明作為「嵐」的身份不變。櫻井翔及相葉雅紀也繼續在電視劇、電影、舞台劇、綜藝節目及時事報導等眾多領域活躍中，休團期間嵐的官方粉絲俱樂部人數仍不斷增加，數字突破300萬人，預計於2026年團體活動終止時停止服務。

## 成員
- 註：個別成員的詳細資訊請參閱各成員條目

| 成員名   | 成員名 | 成員名            | 生年月日       | 血型 | 出身地 | 代表色 | 官方色號(PANTONE®) | 所屬事務所                              |
| 姓名     | 平假名 | 羅馬拼音          | 生年月日       | 血型 | 出身地 | 代表色 | 官方色號(PANTONE®) | 所屬事務所                              |
| -------- | ------ | ----------------- | -------------- | ---- | ------ | ------ | ------------------ | --------------------------------------- |
| 大野 智  |        | Ohno Satoshi      | 1980年11月26日 | A型  | 東京都 |        | 2995c（藍）        | 隊長 株式會社嵐                         |
| 櫻井 翔  |        | Sakurai Shō       | 1982年1月25日  | A型  | 東京都 |        | 1788c（紅）        | 株式會社嵐                              |
| 相葉雅紀 |        | Aiba Masaki       | 1982年12月24日 | AB型 | 千葉縣 |        | 3405c（綠）        | 株式會社嵐                              |
| 二宮和也 |        | Ninomiya Kazunari | 1983年6月17日  | A型  | 東京都 |        | 116c（黃）         | 株式會社嵐（團體） オフィスにの（個人） |
| 松本 潤  |        | Matsumoto Jun     | 1983年8月30日  | A型  | 東京都 |        | 2592c（紫）        | 株式會社嵐（團體） MJC Inc.（個人）     |

- 官方色號(PANTONE®)：出自『嵐LIVE 2005"One SUMMER TOUR"』 場刊

## 經歷
1999年
- 9月15日，於夏威夷檀香山的郵輪上舉行出道記者會，宣佈團體組成並宣布出道碟名稱為《A·RA·SHI》。
- 11月1日，舉行出道握手會，近8萬人到場參加。
- 11月3日，首張單曲《A·RA·SHI》發售，團體正式出道。

2000年
- 4月5日，《SUNRISE日本/HORIZON》成為公信榜4月度冠軍單曲，成為團體首張月冠軍碟。
- 4月6日，舉辦首場演唱會「嵐 FIRST CONCERT 2000」。

2001年
- 10月3日，首個冠名節目「真夜中的嵐」首播。
- 11月7日，所屬唱片公司由波麗佳音轉至J Storm。因為唱片版權問題，過去由波麗佳音發行的唱片全部停售。後來這些變成廢盤的單曲被收錄於2002年5月16日發行的《嵐 Single Collection 1999-2001》中。

2002年
- 3月，相葉因肺氣胸入院，團體暫時以其他四人繼續活動。
- 10月18日，五人主演的電影《PIKA☆NCHI LIFE IS HARD DAKEDO HAPPY》上映，接手主題曲及插曲。相葉出院，恢復團體活動。

2004年
- 3月1日，五人主演的第2部電影《PIKA☆☆NCHI LIFE IS HARD DAKARA HAPPY》上映。
- 8月21日至8月22日，擔任第27屆「24小時電視」主持人，T-shirt由大野設計。
- 8月24日，第13張單曲「瞳の中のGalaxy / Hero」（2日發行）首週17.1萬張銷售，空降排行榜冠軍，從「PIKA★★NCHI DOUBLE」（2004年2月發行）2作連續、通算9作排行榜冠軍[8]。
- 11月10日，第2張精選輯『5×5 THE BEST SELECTION OF 2002←2004』發行，首次登上排行榜冠軍[9]。

2005年
- 由松本設計的「Moving Stage」在嵐 LIVE 2005 One SUMMER TOUR演唱會中登場，「Moving Stage」現亦被其他團體/藝人廣泛使用中。
- 3月29日，第14張單曲「サクラ咲ケ」發行首週11.5萬張銷售，空降排行榜冠軍，從「PIKA★★NCHI DOUBLE」（2004年2月發行）3作連續、通算10作排行榜冠軍[10]。
- 11月22日，第15張單曲「WISH」發行首週17.8萬張銷售，空降排行榜冠軍，從「PIKA★★NCHI DOUBLE」（2004年2月發行）4作連續、通算11作排行榜冠軍[11]。

2006年
- 3月11日，二宮赴美國接拍電影《來自硫磺島的信》，4月25日歸國。
- 5月22日，第16張單曲「きっと大丈夫」（2日發行）首週16.0萬張銷售，空降排行榜冠軍，從「PIKA★★NCHI DOUBLE」（2004年2月發行）5作連續、通算12作排行榜冠軍[12]。
- 7月10日，第6張專輯『ARASHIC』發行首週13.1萬張銷售，空降排行榜冠軍，從『いざッ、Now』（2004年7月發行，初週75.3萬張）3作連續、通算5作排行榜冠軍[13]。
- 7月31日，嵐全體成員在「JET STORM」活動中，一天內親赴泰國、台灣、韓國3地，為亞洲巡迴演唱會作宣傳。
- 8月8日，第17張單曲「アオゾラペダル」發行首週空降排行榜冠軍，從「PIKA★★NCHI DOUBLE」（2004年2月發行）6作連續、通算13作排行榜冠軍[14]。
- 9月至11月，首次海外巡演於台灣、韓國，2006/09/16-17 台北小巨蛋、2006/11/11-12 オリンピック公園-オリンピック・ホール
- 9月22日，參與於韓國光州世界盃競技場舉行的「2006 ASIA SONG FESTIVAL」。

2007年
- 2月27日，第18張單曲「Love so sweet」發行首週20.4萬張銷售，空降排行榜冠軍，從「PIKA★★NCHI DOUBLE」（2004年2月發行）7作連續、通算14作排行榜冠軍[15]。
- 4月14日，全員主演的第3部電影「黃色眼淚」上映。
- 4月29日，首次於東京巨蛋舉行自身公演，入場人數達5萬5000人。
- 5月8日，第19張單曲「We can make it!」發行首週15.1萬張銷售，空降排行榜冠軍，從「PIKA★★NCHI DOUBLE」（2004年2月發行）8作連續、通算15作排行榜冠軍[16]。
- 7月17日，第7張專輯『Time』發行首週19.1萬張銷售，空降排行榜冠軍，從『いざッ、Now』（2004年7月發行，初週75.3萬張）5作連續、通算6作排行榜冠軍[17]。
- 9月1日，第20張單曲「Happiness」發行首週19.2萬張銷售，空降排行榜冠軍，從「PIKA★★NCHI DOUBLE」（2004年2月發行）9作連續、通算16作排行榜冠軍，五年以來，首次同年發行三作皆空降排行榜首位[18]。
- 12月24日，單曲《Love so sweet》晉身Oricon公信榜年度單曲榜第4位，首次打入十大。

2008年
- 5月2日，結成十年，人氣急速上升，第8張專輯『Dream “A”live』發行首週22.1萬張銷售，空降排行榜冠軍，實力日漸累積，同年單曲「Step and Go」銷售也上看32.4萬張，去年發售單曲「Love so sweet」累積銷售也達44萬張，同時舉行巨蛋公演也累積許多人氣，成員櫻井翔擔任報導節目主播，今年更負責北京奧運的轉播大任，隊長大野智除了舞台上能歌善舞的表現外，也發揮藝術天份於今年舉辦個展，相葉雅紀天真爛漫的個性在綜藝節目中也有相當的活耀，二宮和也更於06年演出『來自硫磺島的信』與知名監製蜷川幸雄及作家倉本聰跟國際導演克林特·伊斯特伍德合作，演技技巧嶄露，松本潤更是活耀於各類角色中，無論是電視劇或電影都有極精彩的演出[19]。
- 6月1日，嵐成為繼SMAP、KinKi Kids之後，第三組舉辦全國五大巨蛋巡迴的傑尼斯藝人。
- 6月16日，史上第三組藝人進東京國立霞丘陸上競技場舉行演唱會，同時發布「Dream-A-Parade」五大巨蛋公演及亞洲（東京、台北、首爾、上海）巡迴演出[20]。
- 6月26日，第22張單曲「One Love」（25日發行）首週空降排行榜冠軍，從「PIKA★★NCHI DOUBLE」（2004年2月發行）11作連續、通算18作排行榜冠軍[21]。
- 8月8日，延續去年「Hero」被選為奧運日本電視台主題曲，此次將發行新單曲「風の向こうへ」為這次北京奧運日本電視台主題曲[22]。
- 8月16日，第23張單曲「truth／風の向こうへ」（20日發行）發行首週46.7萬張銷售，空降排行榜冠軍，從「PIKA★★NCHI DOUBLE」（2004年2月發行）12作連續、通算19作排行榜冠軍[23]。
- 8月30日至8月31日，第二度擔任「24小時電視」（第31屆）主持人。
- 9月-11月，展開第2次亞洲巡迴演唱會，分別於東京、台北、首爾和上海四地開唱。東京站的會場為國立競技場，是繼SMAP和美夢成真之後，史上第三個於該處舉辦專屬演唱會的團體。
- 11月11日，第24張單曲「Beautiful days」（5日發行）發行首週35.2萬張銷售，空降排行榜冠軍，從「PIKA★★NCHI DOUBLE」（2004年2月發行）13作連續、通算20作排行榜冠軍，同年發行4作皆空降排行榜首位[24]。
- 12月11日，單曲《truth/前往風的彼方》、《One Love》分別晉身公信榜年度單曲榜冠軍和亞軍，是自1989年的PRINCESS PRINCESS19年後，史上第五組歌手達成創舉。同年另一張單曲《Beautiful days》亦晉身第10位。

2009年
- 3月2日，單曲《truth/前往風的彼方》獲得第23回日本金唱片大賞「2008年度最暢銷單曲獎」。《One Love》及《Beautiful days》亦成為「2008年度十大暢銷單曲」。
- 3月10日，第25張單曲「Believe／曇りのち、快晴」（23日發行）首週50.2萬張銷售，空降排行榜冠軍，從「PIKA★★NCHI DOUBLE」（2004年2月發行）14作連續、通算21作排行榜冠軍[25]。
- 4月1日，live DVD『ARASHI AROUND ASIA 2008 in Tokyo』發行首週23.0萬張銷售，空降排行榜冠軍，進入歷代首周銷售排行榜top3，刷新自身紀錄[26]。
- 4月12日，DVD「ARASHI AROUND ASIA 2008 in Tokyo」在公信榜綜合DVD榜上連續3周冠軍，刷新歷年音樂DVD紀錄。
- 6月2日，第26張單曲「明日の記憶/Crazy Moon～キミ・ハ・ムテキ～」（20日發行）發行首週50.2萬張銷售，空降排行榜冠軍，從「PIKA★★NCHI DOUBLE」（2004年2月發行）15作連續、通算22作排行榜冠軍，連續兩作品首周超過50萬紀錄[27]。
- 6月17日，2009 oricon上半年間排行榜公布，嵐榮獲DVD銷售榜及冠亞軍單曲，《Believe/烏雲散去、天氣晴》(64.6萬張)、《明日的記憶/Crazy Moon～妳·是·無敵的～》(55.6萬張)，DVD「ARASHI AROUND ASIA 2008 in Tokyo」則為綜合DVD榜冠軍，成為嵐首張獲得冠軍的音樂DVD。[28]。
- 7月2日，第27張單曲「Everything」（1日發行）發行首日13.5萬張銷售，空降排行榜冠軍，從「PIKA★★NCHI DOUBLE」（2004年2月發行）16作連續、通算23作排行榜冠軍[29]。
- 8月20日，最新精選『All the BEST！ 1999－2009』（18日發行）發行首日26.1萬張銷售，空降排行榜冠軍[30]。
- 8月28日，展開10周年紀念巡迴演唱會，包括國立競技場及五大巨蛋巡迴，並創下連續3天舉行國立演唱會的先例。
- 9月2日，『All the BEST！ 1999-2009』發行銷售達100.4萬張，刷新自身專輯銷量紀錄。[31]。
- 11月4日，PV合集「5×10 1999-2009 音樂錄影帶完全精選!」發行首週42.8萬張銷售，空降排行榜冠軍，刷新公信榜史上音樂DVD首周銷量紀錄。[32]。
- 11月17日，第28張單曲「マイガール」（11日發行）發行首週43.2萬張銷售，空降排行榜冠軍，從「PIKA★★NCHI DOUBLE」（2004年2月發行）17作連續、通算24作排行榜冠軍，DVD『5×10 All the BEST! CLIPS 1999-2009』連續2周銷售突破50萬張[33]。
- 11月20日，包下東京迪士尼海洋舉行「嵐in東京迪士尼海洋Premium Event」，與米奇等卡通人物載歌載舞，7000名歌迷獲邀到場[34]。
- 12月18日，日本公信榜公佈全年單曲、專輯、音樂DVD銷量榜及歌手總銷售額排行榜，嵐的3張單曲《Believe/烏雲散去、天氣晴》、《明日的記憶/Crazy Moon～妳·是·無敵的～》和《My Girl》獨佔公信榜年度單曲榜三甲，《Everything》亦打入五大，創下連續2年獨佔冠亞軍及4張單曲打入五大的紀錄。專輯方面，《1999-2009 完全精選!》銷量達150萬成為公信榜冠軍，同時在全球聯合銷量榜中排全球第33位，成為亞洲唯一打進排行榜的專輯[35]。音樂DVD「5×10 1999-2009 音樂錄影帶完全精選!」和「ARASHI AROUND ASIA 2008 in TOKYO」亦獨佔公信榜冠亞軍，創下先例，而前者更打破史上銷量紀錄，年間所有作品總銷售額超過140億日圓，取得全年總冠軍，嵐亦成為首個成功獨佔全部四個排行榜首位的歌手。
- 12月31日，獲邀登上第60回NHK紅白歌合戰。

2010年

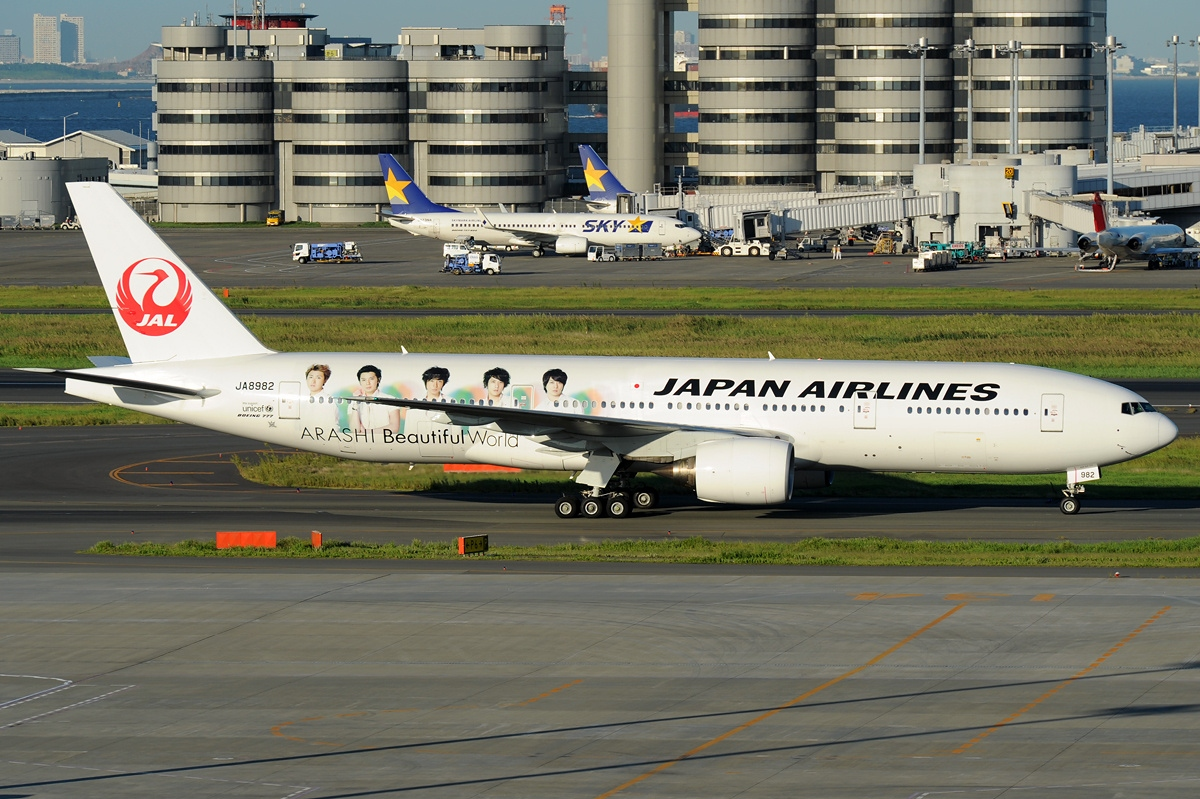
JAL嵐JET。

- 1月5日，發行新單曲「揺らせ、今を」為這次溫哥華冬季奧運日本電視台主題曲[36]。
- 1月9日，全員參演富士台新春特別劇場「最後的約定」，並接手主題曲《天空那麼高》。[37]
- 1月13日，PV合集「5×10 1999-2009 音樂錄影帶完全精選!」再次取得綜合DVD榜銷量冠軍，以連續10周獲得第一紀錄大幅超過2001年宇多田光創下的3周紀錄。
- 2月24日，獲頒第24回日本金唱片大賞「年度最優秀歌手」等10個獎項，成為史上首个十冠王。[38][39]
- 3月9日，第29張單曲「Troublemaker」（25日發行）發行首週54.2萬張銷售，空降排行榜冠軍，從「PIKA★★NCHI DOUBLE」（2004年2月發行）18作連續、通算25作排行榜冠軍，繼B'z以來9年再次有連續兩年首周銷售超過50萬張紀錄的歌手[40]。
- 4月8日，日本國土交通省任命嵐為「觀光立國大使」，作為「日本的面孔」負責向海外推廣日本旅遊[41]。
- 4月14日，DVD 「ARASHI Anniversary Tour 5×10」打破自身先前創下的音樂DVD首周銷量紀錄，同時打破早安少女組創下的歌手總音樂DVD銷量紀錄[42]。
- 5月25日，第30張單曲「Monster」（19日發行）發行首週54.3萬張銷售，空降排行榜冠軍，從「PIKA★★NCHI DOUBLE」（2004年2月發行）19作連續、通算26作排行榜冠軍[43]。
- 6月5日，公佈舉行「ARASHI　10-11　Tour」，是史上第一次有演唱者一年內於國立霞丘陸上競技場舉行四天的演唱會，此外亦會於日本五大巨蛋舉行巡迴演唱會[44]。
- 6月8日，DVD「最後的約定」一星期內打破電視電影DVD首周銷量、總銷量紀錄，把紀錄從原先的3萬改寫至12萬以上[45]。
- 6月24日，嵐以《Troublemaker》和《Monster》獨佔公信榜半年度單曲榜前2位，音樂DVD榜亦以《ARASHI Anniversary Tour 5×10》取得冠軍，連續兩年獲得兩榜冠軍，創下公信榜紀錄。
- 7月13日，第31張單曲「to be free」(7日發行)，發行首周銷售42.6萬張，加上大野智飾演的怪物君單曲，獨占排行榜1.2名，「PIKA★★NCHI DOUBLE」（2004年2月發行）20作連續、通算27作排行榜冠軍[46]。
- 7月15日，2010年oricon上半年度排行榜公布，4月發行 LIVE DVD『ARASHI Anniversary Tour 5×10』（上半年銷售68.8萬張／40.4億元），為低迷的市場注入一劑強心針[47]。
- 8月21日，於國立競技場展開一連4日的演唱會「ARASHI 10-11 Tour "Scene" 〜你和我眼中的風景〜」，入場人數達86万人，其後也連續第3年舉行五大巨蛋巡迴。
- 9月5日，日本航空（JAL）的國內線「JAL嵐JET」正式啟航，成為日本航空繼由同為傑尼斯事務所屬下香取慎吾主演的「西遊記」後第二個特別航線標誌。
- 9月9日，情報雜誌『オリ★スタ』2010年樂迷最愛藝人人氣票選，史上首次票選第一名，7項目（女性総合/10代男女/20代男女/10代女性/20代女性/30代女性/40代女性）全部榮獲首位[48]。
- 9月14日，第32張單曲「Love Rainbow」(8日發行)，發行首周銷售52.9萬張，首周空降排行榜首位，「PIKA★★NCHI DOUBLE」（2004年2月發行）21作連續、通算28作排行榜冠軍[49]。
- 10月8日，第9張專輯『僕の見ている風景』(4日發行)，發行首周銷售73.1萬張，首周空降排行榜首位，從『All the BEST！ 1999-2009』（初週75.3萬張、累積172.9萬張）以來，連續2作首周銷售破50萬張[50]。
- 10月11日，專輯《我眼中的風景》（8月4日發行)累計銷售達100萬7896張，創下百萬銷量，成為當年首張銷量達百萬的專輯。[51]。
- 10月12日，第33張單曲「Dear Snow」(6日發行)，發行首周銷售50.1萬張，首周空降排行榜首位，「PIKA★★NCHI DOUBLE」（2004年2月發行）22作連續、通算29作排行榜冠軍[52]。
- 10月13日，「JAL嵐JET」更名為「JAL嵐Million JET」新塗裝彩繪機，於東京-大阪、札幌、福岡三條航線之間飛行。
- 10月13日，獲NHK電視台選出成為第61回NHK紅白歌合戰的白組司儀，為紅白歌合戰史上第一次由團體擔任主持人。
- 11月16日，第34張單曲「果てない空」(10日發行)，發行首日銷售24.9萬張，首周銷售57.2萬張，首周空降排行榜首位，「PIKA★★NCHI DOUBLE」（2004年2月發行）23作連續、通算30作排行榜冠軍[53]。
- 12月20日，日本公信榜公佈全年單曲、專輯、音樂DVD銷量榜及歌手總銷售額排行榜，組合當年發行的全部均登上TOP 10，6張單曲分別位列第3（Troublemaker）、第4（Monster）、第6（無盡的天空）、第7（Løve Rainbow）、第9（Dear Snow）和第10位（To be free）；專輯《我眼中的風景》創下百萬銷量成為公信榜冠軍，並在全球聯合銷量榜（United World Chart）中排行全球第36位，再次成為亞洲唯一上榜的專輯[35]。音樂DVD方面，「ARASHI Anniversary Tour 5×10」成功獲得首位，蟬聯冠軍，年間所有作品總銷售額累積達171.6億日圓，蟬聯冠軍。
- 12月31日，出演並擔任第61回NHK紅白歌合戰白組主持。

2011年
- 1月5日，獲頒第25回日本金唱片大賞「年度最優秀歌手」等6個獎項，更連續2年獲得邦樂年度藝人，成為2010年的「六冠王」。
- 1月31日，為手機通訊商au代言智能手機Android服務的廣告製作了共60個不同版本的廣告，打入健力士世界紀錄大全，申請的項目包括「24小時內同一產品電視廣告最多版本數量」、「在收費電視台8小時內播放同一產品廣告最多版本數量」。
- 2月9日，音樂DVD總銷售量累積達到401萬，打破團體音樂DVD銷量紀錄。
- 3月1日，第35張單曲「Lotus」（23日發行）首週54.1萬張銷售，從「PIKA★★NCHI DOUBLE」（2004年2月發行）24作連續、通算31作排行榜冠軍[54]。
- 6月22日，「ARASHI 10-11 Tour "Scene" 〜你和我眼中的風景〜STADIUM」刷新公信榜半年度音樂DVD銷量榜記錄，加上「ARASHI 10-11 Tour "Scene" 〜你和我眼中的風景〜DOME+」，DVD總銷售量（含音樂及非音樂類）累積達到528.2萬，成為史上第一個DVD總銷售量超過500萬的藝人（含個人與團體）。[55][56]
- 6月24日至6月26日，一連四天於東京巨蛋舉行名為「嵐のワクワク学校」，簡稱「嵐學」的慈善活動，部分收益會撥歸「Marching J」賑災基金。
- 7月12日，第10張專輯『Beautiful World』（6日發行）首週63.1萬張銷售，空降排行榜冠軍，自『All the BEST！ 1999-2009』（2009年8月発売・初週75.3万枚）以來連續3作首周銷售突破50萬張，從『いざッ、Now』（2004年7月發行，初週75.3萬張）9作連續、通算10作排行榜冠軍[57]。
- 9月5日，東京國立霞丘陸上競技場舉行演唱會『Beautiful World』，受颱風影響延期舉行。全場演出40曲，兩日動員14萬人參與。[58]。
- 11月4日，情報雜誌『オリ★スタ』2011年樂迷最愛藝人人氣票選，史上2次票選連勝[59]。
- 11月8日，第36張單曲「迷宮ラブソング」（2日發行）首週53.0萬張銷售，空降排行榜冠軍，從「PIKA★★NCHI DOUBLE」（2004年2月發行）25作連續、通算32作排行榜冠軍[60]。
- 12月19日，『年間映像排名2011』發表，嵐於LIVE DVD『ARASHI 10-11 TOUR “Scene”～君と僕の見ている風景～ STADIUM』（1月發行）和『ARASHI 10-11 TOUR “Scene”～君と僕の見ている風景～ DOME＋』（6月發行）音樂映像作品史上首次包辦年間DVD綜合排行榜1、2名獨占。[61]。
- 12月22日，ORICON公布年度排行榜，音樂DVD『ARASHI 10-11 TOUR “Scene”～君と僕の見ている風景～STADIUM』（79.3萬張・1月發行）和『ARASHI 10-11 TOUR“Scene”～君と僕の見ている風景～ DOME＋』（67.3萬張・6月發行），「作品別銷售金額排行榜」，『～DOME＋』が45.7億元第1位，合計年間DVD銷售金額達101.7億元，史上音樂DVD銷售突破100億元[62]。
- 12月31日，出演並擔任第62回NHK紅白歌合戰白組司儀，連續兩年以團體身分擔任主持人。

2012年
- 1月2日，62回紅白歌合戰視聽率公布，撥出收視前半在關東地區（7點15分至8點55分以後）上半場為35.2％，下半場（後9點00分到11點45分）為41.6％，關西地區的上半場34.1％，下半場41%，是自2008年以來平均收視超過40％，其中災區收視高達47.5%。[63]。
- 1月6日，日本電視台NTV公布由嵐第三度擔任「24小時電視」（第35屆）主要主持人（8月25-26日），並由大野智與奈良美智共同設計節目的慈善T-SHIRT，二宮和也則主演「24小時電視」的特別劇「車イスで僕は空を飛ぶ」。
- 1月20日，ORICON公布年度排行榜，嵐於LIVE DVD『ARASHI 10-11 TOUR “Scene”～君と僕の見ている風景～ STADIUM』（去年1月發行）和『ARASHI 10-11 TOUR “Scene”～君と僕の見ている風景～ DOME＋』（6月發行）音樂映像作品史上首次包辦年間DVD綜合排行榜1、2名獨占。DVD年間銷售101.7億元（2位AKB48 24.6億）[64]。
- 3月7日，為日本電視台 NTV 紀念日本東大地震一周年的音樂節目「音樂的力量 ~ 音楽のちから２０１２」探訪了災區茨城，並在災區舉行了小型音樂會。
- 3月7日，第37張單曲「ワイルド アット ハート」（7日發行）首週25.2萬張銷售，從「PIKA★★NCHI DOUBLE」（2004年2月發行）26作連續、通算33作排行榜冠軍[65]。
- 3月16日，東京鐵塔為富士電視台的「華嵐」宣傳活動，進行了一日限定的亮燈活動，在鐵塔點亮了代表嵐成員藍、紅、綠、黃、紫的五色。 [66]。
- 5月15日，第38張單曲「Face Down」（9日發行）首週52.6萬張銷售，從「PIKA★★NCHI DOUBLE」（2004年2月發行）27作連續、通算34作排行榜冠軍[67]。
- 5月30日，ORICON公布 DVD 「ARASHI LIVE TOUR BEAUTIFUL WORLD」首週銷量達57.2萬張，是繼「ARASHI 10-11 Tour "Scene" 〜你和我眼中的風景〜STADIUM」後第二高銷量音樂DVD，並獨佔歷代音樂 DVD 首週銷量 TOP 5[68]。
- 6月12日，第39張單曲「Your Eyes」（6日發行）首週47.8萬張銷售，從「PIKA★★NCHI DOUBLE」（2004年2月發行）28作連續、通算35作排行榜冠軍[69]。
- 6月18日，『嵐のワクワク学校2012 ～毎日がもっと輝く5つの授業～』東京巨蛋授業開始，鑒於去年三月東日本大地震，希望建立起每日關懷的觀念，開始了這次活動，會場聚集了4萬5千名學生前往接受授課[70]。
- 6月20日，ORICON上半年度排行榜公布，演唱會DVD『ARASHI LIVE TOUR Beautiful World』（5月23日發行）累計銷售64.3萬張，「DVD銷售部門」2012年上半年度綜合排行第一名。[71]。
- 7月7日，宣布日本電視台轉播的2012年倫敦奧運主題曲為由嵐演释的「証」，並由櫻井翔擔任該台奧運新聞節目直擊採訪及主持。
- 9月20-21日，於日本國立霞丘陸上競技場連續第5年舉行的演唱會名為ARAFES（由Arashi 及festival兩字合成），當中有9首歌曲由公眾投票選擇，全球共270,000人透過官方智能手機程式「Johnny's web」投票選出最喜歡的單曲、B面曲和專輯現場演出。
- 9月20日，5年連續東京國立霞丘陸上競技場舉行演唱會『嵐フェス(アラフェス)2012』。全場演出40曲，27萬通投票應援，7萬人狂熱參與。[72]。
- 10月16日，由NHK電視台選出成為第63回NHK紅白歌合戰的白組司儀，連續三年以團體身分擔任主持人。
- 11月1日，情報雜誌『オリ★スタ』2012年樂迷最愛藝人人氣票選，史上2次票選連勝，8項目（「綜合」、「女性綜合」、「10代綜合」、「20代綜合」、「10代女性」、「20代女性」、「30代女性」、「40代女性」）全部榮獲首位[73]。
- 11月6日，第11張專輯『Popcorn』（11月6日發行）首週銷售70.1萬張，空降排行榜冠軍，從第四張專輯『いざッ、Now』（2004年7月發行）開始連續10作通算11作空降冠軍[74]。
- 11月16日，展開五大巨蛋巡迴演唱會「ARASHI LIVE TOUR 2012 『Popcorn』」，含國立競技場2天，預計動員人數87萬人。[75]。
- 12月24日，『年間映像排名2012』發表，嵐live DVD『ARASHI LIVE TOUR Beautiful World』（5月23日發行）年間銷售71.4萬張、40.9億元，榮獲「作品別銷售數量」、「DVD別銷售金額」雙冠王，連續兩年稱霸。音樂DVD部門，2009年『5×10 All the BEST! CLIPS 1999-2009』、2010年『ARASHI Anniversary Tour 5×10』、2011年『ARASHI 10-11 TOUR “Scene”～君と僕の見ている風景～STADIUM』連續4年第1位獲得。為史上記錄保持[76]。

2013年
- 1月1日，嵐公布他們將在2013年擔任日本電視台NTV慈善節目「24小時電視」的主要主持人，成為「24小時電視」自1978年製播以來，首度連績兩年起用同一個人／團體擔任主要主持人，同時嵐也創下4度擔任該節目主要主持人的紀錄。並由大野智與草間彌生共同設計節目的慈善T-SHIRT，其設計T-SHIRT創下該節目歷屆最高販售紀錄共124萬件，並同時主演「24小時電視」的特別劇「作別於今日」，贏得銀河賞當中由觀眾選出的「My Best TV賞」。
- 1月7日，ORICON公布年度排行榜，嵐於2012年12月26日發行的音樂DVD「ARASHI アラフェス NATIONAL STADIUM 2012」首週銷量達62.4萬枚，連計所有DVD累積總計共賣出705.7萬枚，遠超排行第2位早安少女組的274萬及第3位濱崎步的253.5萬枚，並獨佔ORICON音樂DVD榜首週銷量紀錄最高的頭7位[64]。
- 3月12日，第40張單曲「Calling／Breathless」（3月6日發行）首周銷售75.6萬張，空降排行冠軍，從1999年11月以来、自己最高記錄。男性藝人首週銷售70萬張突破[77]。
- 5月1日，最新LIVE DVD『ARASHI LIVE TOUR Popcorn』（4月24日發行）首周銷售58.0萬張，空降dvd排行冠軍，為『SUMMER TOUR 2007 FINAL Time－コトバノチカラ－』（2008年4月發行）以來連續第9張、通算11張首位獲得，累計音樂類型DVD總銷售張數722.9萬張[78]。
- 5月8日，最新LIVE DVD『ARASHI LIVE TOUR Popcorn』（4月24日發行）週間銷售增加5.1萬張，連續2週綜合首位達成，截至本周累計DVD總銷售張數（音樂・戲劇・綜藝等、全種類含入）782.4萬張，即將邁入800萬張大關[79]。
- 5月15日，最新LIVE DVD『ARASHI LIVE TOUR Popcorn』（4月24日發行）週間銷售增加1.9萬張（累積65.0萬張），連續3週綜合首位達成[80]。
- 6月4日，第41張單曲「Endless Game」（5月29日發行）首週47.8萬張銷售，從「PIKA★★NCHI DOUBLE」（2004年2月發行）30作連續、通算37作排行榜冠軍，成為繼B'Z、濱崎步後「單曲首位獲得數記錄」(通算作品)第三名，「單曲首位連續獲得數記錄」第四名[81]。
- 6月21日，ORICON公布嵐上半年的所有音樂作品總銷售量達109.5億日元，成為上半年總銷售量最高的藝人。而在DVD銷售榜中，嵐上半年的音樂DVD總銷量為152.3萬張，自2011年連續3年4次佔據該榜榜首，並再度刷新自己創下的銷售紀錄[82]。
- 7月6日，參與了日本電視台NTV的12小時音樂節目「THE MUSIC DAY 音楽のちから」。在歌唱組曲A.RA.SHI時，透過特別企劃（嵐Feat.You）讓觀眾可以透過智能電話、電腦或遙控器跟著歌曲的拍子按鍵，與表演會場進行互動；此為電視史上首次進行此類企劃。當日共132萬8千觀眾參與了該企劃與會場互動。另外，節目亦播放了成員在日本東地震受災區岩手為招待當地災民而舉辦的小型演唱會的片段。成員櫻井翔擔任了整個音樂節目的總合司會。
- 9月21-22日，在日本國立霞丘陸上競技場連續第6年舉行演唱會「ARAFES'13」，觀眾數目達14萬。嵐於演唱會演出票數最高的10首單曲、B面曲和專輯收錄曲，共30首曲。
- 9月23日，6年連續東京國立霞丘陸上競技場舉行演唱會『嵐フェス(アラフェス)2013』。2度銷售。活動應援總數達29萬963人，全場演出41曲，7萬人狂熱參與。場地為2020年東京奧運進行封閉修整，與歌迷相約7年修整開放後在此地再聚[83]。
- 10月14日，獲NHK電視台選出成為第64回NHK紅白歌合戰的白組司儀，連續四年以團體身分擔任主持人。自第九張專輯『僕の見ている風景』（2010年8月發行）以来。今年首張發行專輯突破70萬張銷售。[84]。
- 11月8日，展開五大巨蛋巡迴演唱會「ARASHI LIVE TOUR 2013 "LOVE"」。
- 12月2日，代言國立觀光宣傳大使，五人巨型代言看板分別在國際線6空港（羽田、成田、関西、中部、新千歳、福岡）依次披露，訪日外國人觀光人次來到有史以來的1000萬人大關[85]。
- 12月15日，ORICON發表的2013年歌手銷量榜單中，嵐奪的全年歌手銷量冠軍（總銷售量達141.9億日圓），擊敗AKB48囊括6個排行榜之冠，是嵐自2009年、2010年以來再度獲得銷量總冠軍，亦是ORICON史上第一次由男性歌手組合三次獲得銷量總冠軍的紀錄[86][87]。
- 12月16日，『LOVE』ARASHI 2013年5大巨蛋公演，巡迴動員人數史上最多80萬4000人，東京巨蛋增設席次5000人分[88]。
- 12月25日，『年間映像排名2013』發表。嵐live DVD『ARASHI アラフェス』(2012年12月26日發行)，音楽DVD史上最高年度銷售80.萬張、映画、動畫及其他類型作品皆在此之後，DVD綜合「作品別銷售張數排行」第1名。DVD綜合部門「作品別銷售最高金額」，『ARASHI アラフェス』共銷售46.7億元。成為DVD部門「作品別銷售數量」「同金額」「音樂DVD別銷售金額」全部第一名，音樂DVD作品が獲得全5部門制覇。DVD作品別銷售數量旁行第2位，同嵐 LIVE DVD『ARASHI LIVE TOUR Popcorn』（4月24日發行、年間71.8萬張）、2度成為年間1・2位獨占（2011・13年），同時成為史上第一次紀錄。[89]。
- 12月31日，出演並擔任第64回NHK紅白歌合戰白組司儀，連續4年以團體身分擔任主持人。

2014年
- 2月18日，第42張單曲「Bittersweet」（12日發行）首週51.2萬張銷售，從「PIKA★★NCHI DOUBLE」（2004年2月發行）31作連續、通算38作排行榜冠軍，成為繼B'Z後「單曲首位獲得數記錄」第二名[90]。
- 5月6日，嵐的第43張單曲「GUTS!」（4月30日發行）首周50.1萬張銷售，空降排行榜冠軍，從「PIKA★★NCHI DOUBLE」（2004年2月發行）32作連續、通算39作排行榜冠軍，合計音楽單曲銷售2008.1萬張，成為史上突破2000萬銷售紀錄第五組男性。[91]。
- 5月21日，發行了「ARASHI アラフェス′13 NATIONAL STADIUM 2013」演唱會DVD和Blu-ray碟，DVD首周賣出47.8萬張，Blu-ray碟賣出10.9萬張，成為ORICON兩榜的總合冠軍。DVD以連續10作冠軍，總合12作冠軍，連續8年獲冠，達成音樂DVD歷史3冠的壯舉。而這也寫下日本史上首個音樂DVD累計總銷量達800萬張的紀錄。同時，作為嵐音樂史上發行的首張Blu-ray碟，也打破了原本由AKB48保持的初週銷量最高紀錄。
- 6月3日，第44張單曲「誰も知らない」（5月28日發行）首週46.2萬張銷售，空降排行榜冠軍，從「PIKA★★NCHI DOUBLE」（2004年2月發行）33作連續、通算40作排行榜冠軍，同日DVD『ARASHI アラフェス’13 NATIONAL STADIUM 2013』2週連續首位。累積銷售本週增加4.1萬張、今年DVD首次50万張突破（51.9万枚）。截至本週嵐的音楽DVD（計15作）合計銷售803.1萬張，史上首次音楽DVD銷售突破800萬張紀錄。[92]。
- 6月18日，演唱會DVD『ARASHI アラフェス’13 NATIONAL　STADIUM 2013』（5月21日發行）銷售達53.2萬張，上半期「DVD銷售」部門綜合第1位，另外，上半期連續第1位從『ARASHI 10-11 TOUR “Scene”～君と僕の見ている風景～STADIUM』（2011年1月發行開始連續4年通算5作。自身紀錄保持「連続」「通算」首位年數歷代紀錄更新。[93]。
- 6月24日，受邀大型音樂特番『THE MUSIC DAY 音楽のちから』連續三年至東北災區探訪，並舉行小型戶外演唱會，以未來為主題，為災民打氣[94]。
- 7月18日，ORICON上半年度排行榜公布，『ARASHI アラフェス’13 NATIONAL STADIUM 2013』（5月發行）銷售上看40.8億元，亦為嵐首次演唱會映像以BD型式發行[95]。
- 8月1日-8月31日，全員出演的電影「PIKA★☆★NCHI LIFE IS HARD TABUN HAPPY」將於TOKYO DOME CITY HALL限定上映，並在10月28日-11月8日於札幌、名古屋、大阪和福岡四大城市巡迴上映。
- 8月6日，ORICON公布嵐剛在7月30日發行的「ARASHI Live Tour 2013 "LOVE"」DVD 和 Blu-ray碟，首週同時登上ORICON首位，分別賣得40.4萬和12.9萬張，成為嵐第13個作品達到ORICON「通算總合首位獲得紀錄」及第11個作品達該榜「連續總合首位獲得紀錄」，刷新了該榜原本由嵐保持的音樂DVD總銷售量最高紀錄。 另外，在5月21日發行的「ARASHI アラフェス′13 NATIONAL STADIUM 2013」演唱會Blu-ray碟累積銷售量賣得12.9萬張，同時打破了該榜的音樂Blu-ray碟累計最高總銷量的歷史[96]。
- 9月19日-9月20日，在夏威夷歐胡島西部的Ko Olina Resort連續舉辦名為"ARASHI BLAST in Hawaii"出道十五週年演唱會，為夏威夷帶來22億日元的經濟收入。
- 10月22日，發行第16張專輯、第13枚原創專輯「THE DIGITALIAN」，首周登上ORICON首位，從2004年起連續11年奪得冠軍，和EXILE並列男歌手及組合的史上第一[97]。
- 11月14日，展開五大巨蛋巡迴演唱會「ARASHI LIVE TOUR 2014 "THE DIGITALIAN"」。
- 12月20日，ORICON發表的2014年歌手銷量榜單中，嵐以年度銷售額138億2千萬日元連續2年、總計4次獲得第一。並同時獲得10項冠軍(歌手唱片總銷量、作品DVD張數、作品DVD銷售金額、藝人音樂DVD銷售金額、作品音樂DVD張數、作品音樂藍光盤銷售金額、歌手音樂藍光盤銷售金額、作品綜合音樂DVD藍光盤張數、作品綜合音樂DVD藍光盤銷售金額、歌手綜合音樂DVD藍光盤銷售金額)，成為年度獲得冠軍頭銜最多的歌手，亦是開榜以來首個十冠王[98]。
- 12月31日，出演並擔任第65回NHK紅白歌合戰白組司儀，連續五年以團體身分擔任主持人。

2015年
- 3月2日，第29屆日本金唱片大獎公佈得獎名單，嵐憑大、細碟以及影像產品總銷量等，獲得最高殊榮的年度歌手獎。[99]
- 3月3日，第45張單曲「Sakura」（2月25日發行）首週銷售46.5萬張、空降單曲排行榜首周冠軍。同時主演映画DVD及Blu-ray Disc『映画「ピカ☆★☆ンチ LIFE IS HARD たぶん HAPPY」』首週銷售7.2萬張、8.8萬張，同日榮登DVD、BD兩排行榜空降第1名，史上首次「音楽作品」「映像作品」同時3冠達成[100]。
- 4月22日，演唱會DVD／Blu-ray Disc（以下BD）『ARASHI BLAST in Hawaii』（15日發行）首週銷售28.2萬張、25.8萬張，榮登DVD、BD兩排行榜空降第1名，更新自身BD銷售張數紀錄，「音樂BD銷售張數」歴代第一名紀錄保持者，同時更新『ARASHI Live Tour 2013“LOVE”』（2014年7月發行）累積銷售15.6萬張，單周銷售10萬張以上紀錄更新。[101]。
- 5月19日，第46張單曲「青空下，和你一起」首週銷售50.1萬張，自1999年11月起專輯、單曲合計銷售張數破3041.3萬張（單曲46作＝2174.0萬張、專輯16作＝867.3萬張）[102]。
- 6月17日，ORICON2015上半年排行榜紀錄發表，嵐在5個映像相關排行皆榮獲第一，首次映像排行榜完全稱霸第一紀錄保持人，連續六年上半年期「綜合DVD作品別」冠軍，成為「連續1位獲得年數」及「通算1位獲得數」紀錄保持人，合計專輯、單曲、DVD、藍光硬碟銷售數上看59.4億元，映像部分『ARASHI BLAST in Hawaii』（4月發行）DVD34.2萬張、BDが29.0萬張，獲得「總合DVD作品別」「音樂DVD作品別」「總合BD作品別」「音樂BD作品別」完全制覇，音楽DVD和BD銷售張數合計獲得「綜合音樂DVD・BD」第一名、上半期映像（DVD／BD）史上第一次及全部門制覇達成紀錄保持者[103]。
- 6月26日，公佈JAL「FLY TO 2020」的特別飛機，於東京・羽田空港首次披露。機體圖樣由大野智設計，圖像以成員寫真設計，費時約1個月時間，取名為「未來への希望」，首波應援2020年東京奧運，以富士山、花朵、四季以及面向未來發展的人們，預計此種機型將會往返於國內線航班中（大阪－伊丹、沖繩－那霸、東京－羽田）。[104]。
- 8月5日，最新演唱會DVD及Blu-ray Disc『ARASHI LIVE TOUR 2014 THE DIGITALIAN』（7月29日發行）首周空降「總合映像專輯排行」冠軍，DVD首週銷售27.2萬張、BD則破音楽BD歴代第一名首週間銷售記録28.0萬張，突破前作ARASHI BLAST in Hawaii』（4月發行）Blu-ray Disc25.8萬張記錄更新，成為「音楽BD歴代最高週間銷售記録」維持更新記錄者[105]。
- 8月19日，最新演唱會DVD及Blu-ray Disc『ARASHI LIVE TOUR 2014 THE DIGITALIAN』（7月29日發行）連續三周刷新自身紀錄，累積銷售30.2萬張，Blu-ray Disc30.1萬張[106]。
- 9月8日，結婚歌曲「愛的呼喊」（9月2日發行）首周空降冠軍，連續36作空降單曲排行榜冠軍，首周銷售46.3萬張，為目前連續單曲空降冠軍紀錄及空降冠軍作品數紀錄第二名[107]。
- 9月19日-9月24日，嵐受宮城縣知事邀請在當地的體育場舉辦名為"ARASHI BLAST in Miyagi"的演唱會，是次活動為宮城縣帶來93億日元的經濟收入。[108]。
- 10月23日，情報雜誌『オリ★スタ』(10月23日發行刊號)2015年樂迷最愛藝人人氣票選，連續六年創前例稱霸，7項目全部榮獲首位[109]。
- 10月27日，連續12年專輯發行首周空降冠軍，第17專輯『Japonism』（10月21日發行），首周銷售82萬張，再次突破自身以往記錄[110]。
- 11月6日，展開五大巨蛋巡迴演唱會「ARASHI LIVE TOUR 2015 『JAPONISM』」。[111]。
- 12月2日，年末johnny's countdown演唱會負責綜合主持人[112]。
- 12月23日，ORICON公信榜年間排行發表，嵐作品銷售金額上看143.3億元日幣，勇獲排行榜11冠，打破去年10冠紀錄，專輯『Japonism』（10月發行）累計銷售上看98.2萬張，「專輯作品別銷售張數排行」連2年達成，合計年間第一位5回（＝歴代1位）。 音樂映像作品DVD／Blu-ray Disc（以下BD）稱霸。DVD『ARASHI BLAST in Hawaii』（4月發行／36.1萬張）「MUSIC DVD作品別銷售張數」連續7年年度第1位（＝歴代1位）。BD『ARASHI LIVE TOUR 2014 THE DIGITALIAN』（7月發行／31.4萬張），「MUSIC BD作品別銷售張數」連續2年年度第1位。 [113]。
- 12月27日，27日於東京巨蛋完成ARASHI LIVE TOUR 2015 Japonism巡迴，此次巨蛋巡迴全國5會場共17場次，共動員80萬人次觀看表演，自1999年出道以來單獨演唱會動員人數1016萬人，同時發布來年4月23日起進行『ARASHI“Japonism　Show”in ARENA』時隔九年的小巨蛋二次巡迴，突破師兄SMAP創下的20年1000萬人次紀錄，成為史上最快17年間達成1000萬觀看人次的藝人。[114]
- 12月27日，年末於演唱會會場發表代表漢字，松本潤『和』、櫻井翔『継』、二宮和也『会』、大野智『転』、相葉雅紀『宴』[115]

2016年
- 1月4日，年初過年番組出演次數排行，嵐成員獨佔前五名，二宮和也(31本)、櫻井翔(22本)、大野智、松本潤、相葉雅紀(各21本)
- 1月7日，『ARASHI BLAST in Miyagi』（1月1日發行)首周空降DVD(22.5萬)及BD(23.1萬)雙榜冠軍，合計連續16作DVD榜空降冠軍，BD自『ARASHI アラフェス’13 NATIONAL STADIUM 2013』（2014年5月發行）起連續5座空降BD榜冠軍，BD合計銷售量上看114.4萬，從2008年起計算已突破百萬銷售[116]
- 1月12日，『Japonism』（2015年10月發行)突破百萬銷售，發行12週累計至1/18共銷售100.1萬張，成為第三張自身突破百萬專輯，前兩作為『All the BEST！ 1999-2009』（2009年8月發行＝累積196.1萬枚）、『僕の見ている風景』（2010年8月發行＝同113.2萬枚），繼離上一張市場破百萬專輯(Mr.Childrenの『Mr.Children 2001-2005＜micro＞』)已有3年7個月之久[117]
- 2月27日，日本レコード協会が26日、『第30回日本ゴールドディスク大賞』發表得獎作品，邦楽部門は嵐（2年連續4度）、洋樂部門（6年以來5度）受賞，計算區間2015年1月1日～12月31日專輯銷售121萬8858張、單取193萬7438張、音樂vedio 141萬5691張。2年連續4度「年度藝人」（邦楽）受賞、專輯『Japonism』「年度專輯」「best 5 album 」（邦楽）、『ARASHI BLAST in Hawaii』『ARASHILIVE TOUR 2014 THE DIGITALIAN』2作品「最佳音樂錄影帶」（邦楽）受賞、合計5冠獲得[118]
- 3月5日，二宮和也榮獲第39回 日本電影學院獎 最佳男主角「我的長崎母親」
- 5月24日，新單曲『I seek／Daylight』（2016年5月18日發行)首周銷售上看73.8萬張，相較於前作『復活LOVE』（2016年2月發行)增加了25萬銷售量，成為嵐連續第38張空降單曲排名，合計45張空降單曲排行，成為史上單曲第一名「通算獲得作品數」「連續獲得作品数」的歌手排行中的第2位(首位為B'Z)，另外，為『Calling／Breathless』（2013年3月發行)以來的第二座首周銷售量超過70萬張的單曲。[119]

- 4月23日，展開時隔9年的ARENA巡迴演唱會「ARASHI「Japonism Show」in ARENA」。
- 11月11日，展開五大巨蛋巡迴演唱會「ARASHI LIVE TOUR 2016-2017 『Are You Happy?』」。
- 12月31日，相葉雅紀首次單獨出任白組主持人，團體出演並首次擔任第67回NHK紅白歌合戰總壓軸（大トリ)，另外，歌手別最高視聴率 嵐43・7％。

2017年
- 2月27日，第31屆日本金唱片大獎發表得獎名單，嵐達成2016年CD、音樂錄影帶、付費音樂下載的最高實際銷售金額，獲頒日本國內音樂部門「年度藝人大獎」，是嵐連續第三年獲此獎。[120]
- 7月1日，團員櫻井翔第五年擔任日本電視台NTV特別製作The Music Day的總司儀音樂節目直播。
- 8月26、27日，櫻井翔、龜梨和也(KAT-TUN)、小山慶一郎(NEWS)共同成為今年日本電視台系「24小時電視40」的主要主持人。
- 11月 - 1月，展開五大巨蛋巡迴演唱會『ARASHI LIVE TOUR 2017-2018 「untitled」』
- 12月23日，ORICON公信榜年間排行發表，「綜合力」的總銷量上排名第一。 連續5年第7次榮獲冠軍的他們刷新了自己過去保持的連續4年6次冠軍（2009～10年、13～16年）的紀錄。「Doors ～勇氣的軌跡～」在年度單曲排行榜中位列第10。 「年度單曲連續進入TOP10的年數」一直保持第1名的他們，今年又刷新記錄到連續11年，「「untitled」」在年度專輯排名中位列第3，《ARASHI LIVE TOUR 2016-2017 Are You Happy?》在「綜合音樂DVD・BD」排行榜中獲得第1名，也同時在「ORICON年度影音排行榜2017」的年度「綜合BD排行榜」中首次獲得同部門第1名。
- 12月31日，繼相葉雅紀後，2017年由團員二宮和也單獨出任白組主持人。

2018年
- 1月1日，逢本命年的櫻井翔和相葉雅紀與TOKIO的城島茂等人，在傑尼斯倒數計時演唱會內結成“汪汪六”。二宮和也因紅白主持而缺席傑尼斯倒數計時演唱會，連續2年只有4人參加。
- 1月期TBS系列“週日劇場”松本潤主演「99.9不可能的翻案- SEASON 2」。該作品為週日劇場第100部作品。最高收視率為21%，冬季檔日劇收視率冠軍。
- 櫻井翔擔任日本電視臺 平昌奧運特別主播。
- 4月12日，《VS嵐》迎來播出10週年。[121]
- 5月4日，櫻井翔主演電影「拉普拉斯的魔女」上映。
- 4月期TBS系列“週日劇場”二宮和也主演「黑色止血鉗」。該作為嵐成員連續兩季主演週日劇場。
- 7月7日，櫻井翔第六年擔任日本電視台NTV特別製作THE MUSIC DAY 伝えたい歌的総合司會。
- 8月24日，二宮和也與木村拓哉聯合主演電影「檢方的罪人」上映。
- 10月12日朝日，相葉雅紀主演「我與尾巴與神樂坂」(僕とシッポと神楽坂)，改編自多羅澤道的同名漫畫。
- 11月28日，二宮和也榮獲第43屆報知電影獎最佳男配角。
- 12月23日，在演唱會上宣布5x20 and more..計畫，將進行總計五十場公演
- 12月31日，繼二宮和也後，2018年由團員櫻井翔單獨出任白組主持人。團體出演並再次擔任第69回NHK紅白歌合戰總壓軸（大トリ)。

2019年

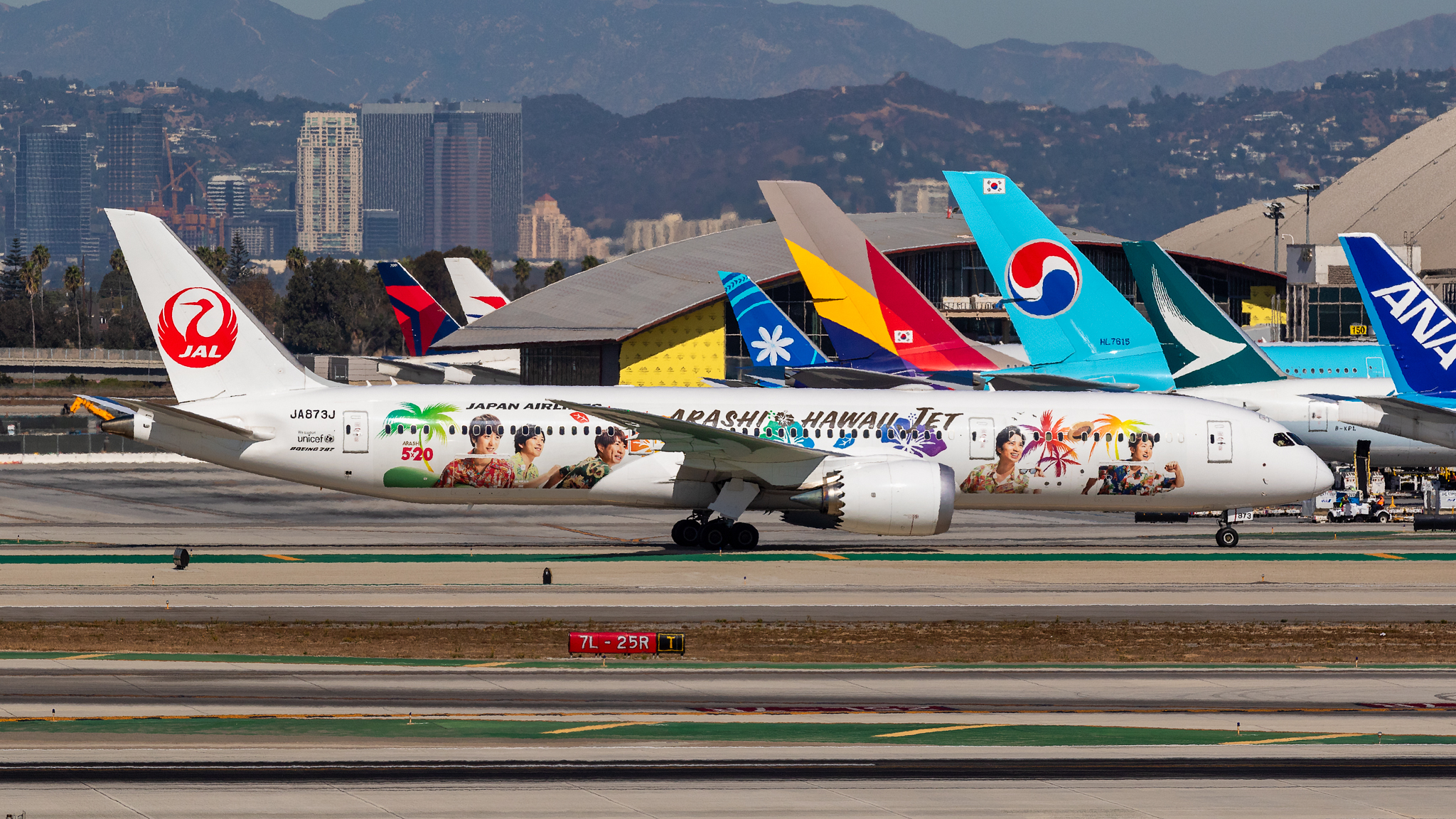
ARASHI HAWAII JET涂装日本航空波音787于洛杉矶国际机场

- 1月27日，透過官方付費歌迷俱樂部以影片形式親自發表將於2020年12月31日停止所有團體活動。消息一發表, 旋即登上Twitter熱搜榜。在影片中身為隊長的大野智表示：「我們決定在2020年做一個分界點，停止團體活動，這是我們經過反覆的討論後所下的決定。」[122] [123][124]
- 11月3日，傑尼斯事務所宣佈。替嵐開設社交網站以及YouTube頻道正式使用，包括Facebook、Twitter、Instagram、新浪微博、youtube以及TikTok。此外由出道至今的所有歌曲均可在音樂串流網站聆聽及下載。
- 11月9日，日本天皇德仁假東京皇居前廣場舉行《即位奉祝祭典》，嵐獲邀獻唱。五子以整齊西裝現身，在管弦樂團及失明鋼琴家辻井伸行伴奏下，獻唱特別為今天祭典創作的祝賀組曲《Ray of Water》第三章歌曲《Journey to Harmony》。[125]
- 11月9日到11月11日進行JET STORM，造訪雅加達、新加坡、曼谷、台灣（依照造訪順序）
- 12月13日，宣布將在12月31開始在Netflix發布 ARASHI's Diary -Voyage- （嵐日記：征途），為五人貼身跟拍，集數為24集
- 12月21日，為新國立競技場開幕獻唱《Love so sweet》、《A・RA・SHI》、《Happiness》及《BRAVE》共4首歌曲。
- 12月25日，在東京巨蛋完成 5x20 and more...第五十場公演，總計50＋1場
- 12月25日，日本政府宣布委任嵐為2020年日本及中國「文化體育交流推進年」的親善大使，任期為2020年1月1日至12月31日。[126]
- 12月31日，櫻井翔擔任第70回NHK紅白歌合戰的白組主持人，同時團體擔任白組以及整場紅白的壓軸。米津玄師將會與嵐合作演出《紅白》內有關2020年東京奧運會的特別環節。[127]

2020年
- 3月20日，出道20週年精選輯「5x20 All the BEST!! 1999-2019」成為2019年IFPI全球最暢銷專輯，合共賣出330萬張（不包含數位）。
- 8月11日，專輯「5x20 All the BEST!! 1999-2019」獲金氏世界紀錄認證為2019年全球最暢銷專輯。
- 8月30日，7月29日 發行的第58張單曲『カイト』在8月29日的每日單曲排行榜中售出138,007份，用於粉絲俱樂部限量版的額外申請，累計銷量達到1,111,451張。並在出道21年來獲得了首張百萬單曲。
- 12月26日，2010年開始播出的嵐冠名節目《嵐にしやがれ》迎來最終回，為此，成員們曾出演廣告的13間日本超級企業 (日立グローバルライフソリューションズ、日本郵便、アサヒ飲料、JCB、日清オイリオグループ、久光製薬、ライオン、森永製菓、エバラ食品工業、アサヒビール、第一三共ヘルスケア、コーセーコスメポート、花王) 聯合製作名為「嵐へ贈る30秒」的廣告，僅限時播放一次，感謝嵐多年的代言幫助。該廣告是嵐與 13 家公司於同年 9 月啟動的聯合項目“ HELLO NEW DREAM. PROJECT ”的一部分，並在其官方 YouTube 頻道上發布（暫停活動後，該廣告變為非公開內容）
- 12月30日，第62屆日本唱片大賞獲大會頒發今年新增的「特別榮譽獎」， 表揚其出道21年來對音樂文化的貢獻。
- 12月31日，於東京巨蛋舉行休團前最後一場演唱會,同時參與了第71回NHK紅白歌合戰。

2021年
- 從1月1日起，暫時停止團體活動，除隊長大野智（以不退社、不解散團體形式休止演藝活動，復出時間待定）外，另外4位成員則會以個人身份於劇集、電影、綜藝節目、舞台製作等範疇繼續活動。
- 2021年，岚首次向国外捐款1千万日元，为世界和平贡献力量[128]。
- 11月3日，嵐的首部演唱會電影「ARASHI Anniversary Tour 5x20 film “Record of Memories”在多地先行上影（2021年11月3日是嵐22週年出道記念日），日本在11月26日正式全國上映（2021年11月26日是隊長大野智的41歲生日），在2021年度劇場上映的電影票房排行榜上也創下了“真人電影第一名”的紀錄。

2024年
- 4月10日，5位成員於星達拓娛樂官網連名發布共同成立新公司「株式會社嵐」的消息，並請律師四宮隆史（日语：四宮隆史）出任代表董事。
- 4月12日，Oricon公布的「令和 No.1」統計了令和 1〜5 年百萬銷量排行，以『5×20 All the BEST!! 1999-2019』累計銷售219.4萬張拿下實體專輯類別第一名，同時『ARASHI Annivesart Tour 5x20』也拿下DVD・藍光類別第一名。
- 10月31日，為紀念25週年，預計11月3日進行發售2003年至2013年的演唱會藍光DVD版本，在Oricon公信榜發表的藍光光碟排行榜上獨占1-12名的成績。

2025年
- 5月6日，宣布將於2026年舉辦睽違7年的演唱會，並將於演唱會後結束演藝活動[129]。

## 音樂活動
- 註：有關成員個人名義之作品，請參見個別成員條目

### 單曲
| No. | 標題                                         | 發行日期       | 銷售紀錄                  | 備註 | 收錄專輯                            |
| --- | -------------------------------------------- | -------------- | ------------------------- | --- | ----------------------------------- |
| 01  | A·RA·SHI                                     | 1999年11月3日  | 首週55.7萬張              | 出道單曲 | ARASHI No.1～嵐呼喚暴風雨～         |
| 02  | SUNRISE日本/HORIZON                          | 2000年4月5日   |                           | 富士電視台「專業棒球news2000」主題曲/第31回「春天高校排球賽」印象曲                                          | ARASHI No.1～嵐呼喚暴風雨～         |
| 03  | 颱風世代 -Typhoon Generation- （台風ジェネレーション）           | 2000年7月12日  | 首週25.6萬張              | 富士電視台「お台場どっと混む!」印象曲 Bourbon「Puchi Series」廣告歌                                          | ARASHI No.1～嵐呼喚暴風雨～         |
| 04  | 感謝感激暴風雨 （感謝カンゲキ雨嵐）                          | 2000年11月8日  | 首週25.8萬張              | 劇集「拭去淚水」主題曲                                                                                       | ARASHI No.1～嵐呼喚暴風雨～         |
| 05  | 因為你所以我存在 （君のために僕がいる）                        | 2001年4月18日  | 首週24.1萬張              | 森永乳業Eskimo Pino廣告歌                                                                                    | 嵐 Single Collection 1999-2001      |
| 06  | 時代 （時代）                                    | 2001年8月1日   | 首週25.0萬張              | 波麗佳音時期最後一張單曲 劇集「金田一少年之事件簿3」主題曲                                                   | 嵐 Single Collection 1999-2001      |
| 07  | a Day in Our Life                            | 2002年2月6日   | 首週22.6萬張              | 移籍至J Storm後的第一張單曲 劇集「木更津貓眼」主題曲                                                         | HERE WE GO!                         |
| 08  | 心情超讚 （ナイスな心意気）                                | 2002年4月17日  | 首週16.8萬張              | 動畫「烏龍派出所 」結尾曲（248話~274話）                                                                     | HERE WE GO!                         |
| 09  | PIKA☆NCHI                                    | 2002年10月17日 | 首週11.0萬張              | 電影「PIKA☆NCHI 生活艱難但是快樂」主題曲                                                                     | How's it going?                     |
| 10  | 不知所措 (とまどいながら)                                  | 2003年2月13日  | 首週10.4萬張              | 劇集「好孩子的伙伴 ～新米保育士的故事～」主題曲                                                              | How's it going?                     |
| 11  | 赤腳的未來/比言語更重要的東西 （ハダシの未来/言葉より大切なもの）           | 2003年9月3日   | 首週14.0萬張              | 赤腳的未來: 可口可樂廣告歌 比言語更重要的東西: 劇集「Stand UP!!」主題曲                                      | 就趁現在                            |
| 12  | PIKA★★NCHI DOUBLE                            | 2004年2月18日  | 首週8.9萬張               | 電影「PIKA☆☆NCHI LIFE IS HARD所以HAPPY」主題曲                                                               | 就趁現在                            |
| 13  | 眼中的銀河/Hero （瞳の中のGalaxy/Hero）                         | 2004年8月18日  | 首週17.1萬張              | 眼中的銀河 : 劇集「南くんの恋人」主題曲 Hero: 日本電視台2004年夏季奧林匹克運動會印象曲                       | 5×5 THE BEST SELECTION OF 2002←2004 |
| 14  | 櫻花盛開 （サクラ咲ケ）                                | 2005年3月23日  | 首週11.5萬張              | 城南預備校廣告歌                                                                                             | One                                 |
| 15  | WISH                                         | 2005年11月16日 | 首週17.8萬                | 劇集「花樣男子1」主題曲                                                                                      | ARASHIC                             |
| 16  | 安啦沒問題 （きっと大丈夫）                              | 2006年5月17日  | 首週16.0萬張              | House wellness foods「C1000×嵐編」廣告歌                                                                     | ARASHIC                             |
| 17  | 藍天腳踏板 （アオゾラペダル）                              | 2006年8月2日   | 首週15.4萬張              | 電影「蜂蜜與四葉草」結尾曲                                                                                   | Time                                |
| 18  | Love so sweet                                | 2007年2月21日  | 首週20.4萬張              | 劇集「花樣男子2」主題曲                                                                                      | Time                                |
| 19  | We can make it!                              | 2007年5月2日   | 首週15.1萬張              | 劇集「料理新鮮人」主題曲                                                                                     | Time                                |
| 20  | Happiness                                    | 2007年9月5日   | 首週19.2萬張              | 劇集「山田太郎物語」主題曲                                                                                   | Dream "A" live                      |
| 21  | Step and Go                                  | 2008年2月20日  | 首週32.4萬張              | 富士電視台節目「GRA」主題曲                                                                                  | Dream "A" live                      |
| 22  | One Love                                     | 2008年6月25日  | 首週31.3萬張              | 電影「花樣男子F」主題曲                                                                                      | 1999-2009 完全精選!                 |
| 23  | truth/前往風的彼方 （truth/風の向こうへ）                      | 2008年8月20日  | 首週46.7萬張              | truth: 劇集「魔王」主題曲 前往風的彼方: 日本電視台節目「GO!北京」（北京奧林匹克節目）主題曲                  | 1999-2009 完全精選!                 |
| 24  | Beautiful days                               | 2008年11月5日  | 首週35.2萬張              | 劇集「流星之絆」主題曲                                                                                       | 1999-2009 完全精選!                 |
| 25  | Believe/烏雲散去、天氣晴 （Believe/曇りのち、快晴）                | 2009年3月4日   | 首週50.2萬張              | Believe: 電影「小雙俠」主題曲 烏雲散去、天氣晴: 矢野健太 starring Satoshi Ohno名義，劇集「音樂孩子王」主題曲 | 1999-2009 完全精選!(Believe)        |
| 26  | 明日的記憶/Crazy Moon～妳·是·無敵的～ （明日の記憶/Crazy Moon～キミ・ハ・ムテキ～）   | 2009年5月27日  | 首週50.2萬張              | 明日的記憶: 劇集「THE QUIZ SHOW 第2季」主題曲 Crazy Moon～妳•是•無敵的～: KOSÉ「ESPRIQUE PRECIOUS」廣告歌    | 1999-2009 完全精選!                 |
| 27  | Everything                                   | 2009年7月1日   | 首週34.2萬張 首日13.5萬張 | au「假如我們不是嵐。與去年不同的夏天。」廣告歌                                                               | 我眼中的風景                        |
| 28  | My Girl （マイガール）                                 | 2009年11月11日 | 首週43.2萬張              | 劇集「マイガール 」主題曲                                                                                    | 我眼中的風景                        |
| 29  | Troublemaker                                 | 2010年3月3日   | 首週54.2萬張              | 劇集「正義代書戰士」主題曲                                                                                   | 我眼中的風景                        |
| 30  | Monster                                      | 2010年5月19日  | 首週54.3萬張              | 劇集「怪物小王子」主題曲                                                                                     | 我眼中的風景                        |
| 31  | To be free                                   | 2010年7月7日   | 首週42.6萬張              | Asahi飲料《三矢蘇打》的電視廣告歌                                                                            | Beautiful World                     |
| 32  | Løve Rainbow                                 | 2010年9月8日   | 首週52.9萬張              | 劇集「彩虹閃耀夏之戀」主題曲                                                                                 | Beautiful World                     |
| 33  | Dear Snow                                    | 2010年10月6日  | 首週50.1萬張              | 電影「大奧」主題曲                                                                                           | Beautiful World                     |
| 34  | 無盡的天空 （果てない空）                              | 2010年11月10日 | 首週57.2萬張              | 劇集「飛特族、買個家。」主題曲                                                                               | Beautiful World                     |
| 35  | Lotus                                        | 2011年2月23日  | 首週54.1萬張              | 劇集「王牌酒保」主題曲                                                                                       | Beautiful World                     |
| 36  | 迷宮戀曲 （迷宮ラブソング）                                | 2011年11月2日  | 首週53.0萬張              | 劇集「推理要在晚餐後」片尾曲                                                                                 | Popcorn                             |
| 37  | Wild at Heart （ワイルド アット ハート）                           | 2012年3月7日   | 首週55萬張                | 劇集「Lucky Seven」主題曲                                                                                    | Popcorn                             |
| 38  | Face Down                                    | 2012年5月9日   | 首週52.6萬張              | 劇集「上鎖的房間」主題曲                                                                                     | Popcorn                             |
| 39  | Your Eyes                                    | 2012年6月6日   | 首週47.8萬張              | 劇集「三毛貓福爾摩斯的推理」主題曲                                                                           | Popcorn                             |
| 40  | Calling/Breathless                           | 2013年3月6日   | 首週75.6萬張              | Calling: 劇集「LAST HOPE」主題曲 Breathless: 電影「白金數據」主題曲                                          | LOVE                                |
| 41  | Endless Game                                 | 2013年5月29日  | 首週47.8萬張 首日23萬     | 劇集「家族遊戲」主題曲                                                                                       | LOVE                                |
| 42  | Bittersweet                                  | 2014年2月12日  | 首週51.2萬張 首日15.1萬   | 劇集「失戀巧克力職人」主題曲                                                                                 | THE DIGITALIAN                      |
| 43  | GUTS !                                       | 2014年4月30日  | 首週50.1萬張 首日18.7萬   | 劇集「即使弱小也能取勝」主題曲                                                                               | THE DIGITALIAN                      |
| 44  | 無人知曉 （誰も知らない）                                | 2014年5月28日  | 首週46.2萬張 首日22.9萬   | 劇集「死神君」主題曲                                                                                         | THE DIGITALIAN                      |
| 45  | Sakura                                       | 2015年2月25日  | 首週46.5萬張 首日23.9萬   | 劇集「無間雙龍」主題曲                                                                                       | Japonism                            |
| 46  | 青空下，和你一起 （青空の下、キミのとなり）                        | 2015年5月13日  | 首週50.1萬張 首日25.5萬   | 劇集「歡迎來我家」主題曲                                                                                     | Japonism                            |
| 47  | 愛的呼喊 （愛を叫べ）                                | 2015年9月2日   | 首週46.3萬張 首日24.2萬   | Recruit Zexy 廣告歌                                                                                          | Are You Happy?                      |
| 48  | 復活LOVE                                     | 2016年2月24日  | 首週48.5萬張 首日25.3萬   | NTT DOCOMO廣告歌                                                                                             | Are You Happy?                      |
| 49  | I seek/Daylight                              | 2016年5月18日  | 首週73.8萬 首日40.6萬     | I seek: 劇集「談戀愛世界難」主題曲 Daylight: 劇集「99.9 -刑事專門律師-」主題曲                               | Are You Happy?                      |
| 50  | Power of the Paradise                        | 2016年9月14日  | 首週42.2萬 首日22.6萬     | 日本電視台2016里約奧運主題曲                                                                                 | 「untitled」                        |
| 51  | I'll be there                                | 2017年4月19日  | 首週39.4萬 首日22萬       | 劇集「貴族偵探」主題曲                                                                                       | 「untitled」                        |
| 52  | 繫 （）                                      | 2017年6月28日  | 首週38.8萬 首日22.5萬     | 電影「忍者之國」主題曲                                                                                       | 「untitled」                        |
| 53  | Doors ～勇氣的軌跡～ （Doors ～勇気の軌跡～）                    | 2017年11月8日  | 首週57萬 首日32萬         | 劇集「只是先出生的我」主題曲                                                                                 | 5×20 All the BEST!! 1999-2019       |
| 54  | Find The Answer                              | 2018年2月21日  | 首週39.5萬 首日22萬       | TBS電視台週日劇場「99.9不可能的翻案- SEASON II」主題曲                                                       | 5×20 All the BEST!! 1999-2019       |
| 55  | 夏疾風 （夏疾風）                                  | 2018年7月25日  | 首週47.1萬 首日24萬       | 2018 ABC夏季高校棒球應援歌/熱鬪甲子園主題曲                                                                  | 5×20 All the BEST!! 1999-2019       |
| 56  | 你的歌 （君のうた）                                  | 2018年10月24日 | 首週37.2萬 首日20.7萬     | 劇集「我與尾巴與神樂坂」主題曲                                                                               | 5×20 All the BEST!! 1999-2019       |
| 57  | BRAVE                                        | 2019年9月11日  | 首週66.8萬 首日34.0萬     | 日本電視台報導2019年世界盃橄欖球賽主題曲 日本電視台報導2023年世界盃橄欖球賽主題曲                            | This is 嵐                          |
| 58  | 風箏                                         | 2020年7月29日  | 首週91.1萬 首日68.0萬     | NHK東京奧運主題曲 目前嵐自身總銷量最高的單曲，暫為111.7萬張（截至9月1日）                                    | This is 嵐                          |
| 59  | Turning Up                                   | 2019年11月3日  |                           | 數位單曲 | This is 嵐                          |
| 60  | A-RA-SHI : Reborn                            | 2019年12月20日 |                           | Reborn系列、數位單曲                                                                                         | This is 嵐                          |
| 61  | Turning Up (R3HAB Remix)                     | 2020年1月23日  |                           | 數位單曲 | This is 嵐                          |
| 62  | a Day in Our Life : Reborn One Love : Reborn | 2020年2月28日  |                           | Reborn系列、數位單曲                                                                                         | This is 嵐                          |
| 63  | Face Down : Reborn                           | 2020年6月26日  |                           | Reborn系列、數位單曲                                                                                         | This is 嵐                          |
| 64  | IN THE SUMMER                                | 2020年7月24日  |                           | 數位單曲 | This is 嵐                          |
| 65  | Whenever You Call                            | 2020年9月18日  |                           | 數位單曲 | This is 嵐                          |
| 66  | Party Starters                               | 2020年10月30日 |                           | 數位單曲 | This is 嵐                          |

### 專輯

#### 原創專輯
1. ARASHI No.1～嵐呼喚暴風雨～（ARASHI No.1〜嵐は嵐を呼ぶ〜） - 2001年1月24日
2. HERE WE GO! - 2002年7月17日
3. How's it going? - 2003年7月9日
4. 就趁現在（いざッ、Now） - 2004年7月21日
5. One - 2005年8月3日
6. ARASHIC - 2006年7月5日
7. Time - 2007年7月11日
8. Dream "A" live - 2008年4月23日
9. 我眼中的風景（僕の見ている風景） - 2010年8月4日
10. Beautiful World - 2011年7月6日
11. Popcorn - 2012年10月31日
12. LOVE - 2013年10月23日
13. THE DIGITALIAN - 2014年10月22日
14. Japonism - 2015年10月21日
15. Are You Happy? - 2016年10月26日
16. 「untitled」 - 2017年10月18日
17. This is 嵐 - 2020年11月3日

#### 精選專輯
1. 嵐 Single Collection 1999-2001 - 2002年5月16日
2. 5×5 THE BEST SELECTION OF 2002←2004 - 2004年11月10日
3. 1999-2009 完全精選!（All the BEST! 1999-2009） - 2009年8月19日
4. 裏嵐狂熱（ウラ嵐マニア） - 2012年9月20日
5. 5×20 All the BEST!! 1999-2019 - 2019年6月26日

### 演唱會
| 全巡迴時間                      | 場次名稱                                                   | 會場數(公演數)     | 場次                                                        | 備註 |
| ------------------------------- | ---------------------------------------------------------- | ------------------ | ----------------------------------------------------------- | --- |
| 2000年4月6日－ 2000年4月30日    | 嵐 FIRST CONCERT 2000                                      | 2会場（全6公演）   | 2000/4/6 大阪城音樂廳                                       | |
| 2000年4月6日－ 2000年4月30日    | 嵐 FIRST CONCERT 2000                                      | 2会場（全6公演）   | 2000/4/30-31 橫濱體育館                                     | |
| 2000年8月13日－ 2000年8月29日   | 嵐〜台風ジェネレーション〜SUMMER CONCERT                   | 4会場（全10公演）  | 大阪城音樂廳                                                | |
| 2000年8月13日－ 2000年8月29日   | 嵐〜台風ジェネレーション〜SUMMER CONCERT                   | 4会場（全10公演）  | 橫濱體育館                                                  | |
| 2000年8月13日－ 2000年8月29日   | 嵐〜台風ジェネレーション〜SUMMER CONCERT                   | 4会場（全10公演）  | 名古屋彩虹表演廳                                            | |
| 2000年8月13日－ 2000年8月29日   | 嵐〜台風ジェネレーション〜SUMMER CONCERT                   | 4会場（全10公演）  | 福岡海洋展覽館                                              | |
| 2001年3月25日－ 2001年4月30日   | ARASHI SPRING CONCERT 2001〜嵐が春の嵐を呼ぶコンサート〜   | 9会場（全26公演）  | 埼玉超級競技場                                              | 松山場受到地震影響會場損壞中止演出                                                                                               |
| 2001年3月25日－ 2001年4月30日   | ARASHI SPRING CONCERT 2001〜嵐が春の嵐を呼ぶコンサート〜   | 9会場（全26公演）  | 仙台 Plaza                                                  | 松山場受到地震影響會場損壞中止演出                                                                                               |
| 2001年3月25日－ 2001年4月30日   | ARASHI SPRING CONCERT 2001〜嵐が春の嵐を呼ぶコンサート〜   | 9会場（全26公演）  | 名古屋彩虹表演廳                                            | 松山場受到地震影響會場損壞中止演出                                                                                               |
| 2001年3月25日－ 2001年4月30日   | ARASHI SPRING CONCERT 2001〜嵐が春の嵐を呼ぶコンサート〜   | 9会場（全26公演）  | 北海道厚生年金會館                                          | 松山場受到地震影響會場損壞中止演出                                                                                               |
| 2001年3月25日－ 2001年4月30日   | ARASHI SPRING CONCERT 2001〜嵐が春の嵐を呼ぶコンサート〜   | 9会場（全26公演）  | 福岡海洋展覽館                                              | 松山場受到地震影響會場損壞中止演出                                                                                               |
| 2001年3月25日－ 2001年4月30日   | ARASHI SPRING CONCERT 2001〜嵐が春の嵐を呼ぶコンサート〜   | 9会場（全26公演）  | 廣島綠色競技場                                              | 松山場受到地震影響會場損壞中止演出                                                                                               |
| 2001年3月25日－ 2001年4月30日   | ARASHI SPRING CONCERT 2001〜嵐が春の嵐を呼ぶコンサート〜   | 9会場（全26公演）  | 金澤市觀光會館                                              | 松山場受到地震影響會場損壞中止演出                                                                                               |
| 2001年3月25日－ 2001年4月30日   | ARASHI SPRING CONCERT 2001〜嵐が春の嵐を呼ぶコンサート〜   | 9会場（全26公演）  | 富山Obado・horu                                             | 松山場受到地震影響會場損壞中止演出                                                                                               |
| 2001年3月25日－ 2001年4月30日   | ARASHI SPRING CONCERT 2001〜嵐が春の嵐を呼ぶコンサート〜   | 9会場（全26公演）  | 大阪城音樂廳                                                | 松山場受到地震影響會場損壞中止演出                                                                                               |
| 2001年12月23日－ 2002年1月7日   | ARASHI All Arena tour Join the STORM nagoya osaka yokohama | 3会場（全13公演）  | 大阪城音樂廳                                                | |
| 2001年12月23日－ 2002年1月7日   | ARASHI All Arena tour Join the STORM nagoya osaka yokohama | 3会場（全13公演）  | 名古屋彩虹表演廳                                            | |
| 2001年12月23日－ 2002年1月7日   | ARASHI All Arena tour Join the STORM nagoya osaka yokohama | 3会場（全13公演）  | 埼玉超級競技場                                              | |
| 2002年8月6日－ 2002年9月8日     | ARASHI SUMMER 2002 HERE WE GO!                             | 7会場（全20公演）  | 大阪城音樂廳                                                | 8月18日「嵐と一緒に犬のキモチになってみたりしてワンワン ワワワワン 特別公演」舉行                                                |
| 2002年8月6日－ 2002年9月8日     | ARASHI SUMMER 2002 HERE WE GO!                             | 7会場（全20公演）  | 札幌真駒内室外競技場                                        | 8月18日「嵐と一緒に犬のキモチになってみたりしてワンワン ワワワワン 特別公演」舉行                                                |
| 2002年8月6日－ 2002年9月8日     | ARASHI SUMMER 2002 HERE WE GO!                             | 7会場（全20公演）  | 埼玉超級競技場                                              | 8月18日「嵐と一緒に犬のキモチになってみたりしてワンワン ワワワワン 特別公演」舉行                                                |
| 2002年8月6日－ 2002年9月8日     | ARASHI SUMMER 2002 HERE WE GO!                             | 7会場（全20公演）  | 廣島綠色競技場                                              | 8月18日「嵐と一緒に犬のキモチになってみたりしてワンワン ワワワワン 特別公演」舉行                                                |
| 2002年8月6日－ 2002年9月8日     | ARASHI SUMMER 2002 HERE WE GO!                             | 7会場（全20公演）  | グランディ・21 宮城県総合體育館                             | 8月18日「嵐と一緒に犬のキモチになってみたりしてワンワン ワワワワン 特別公演」舉行                                                |
| 2002年8月6日－ 2002年9月8日     | ARASHI SUMMER 2002 HERE WE GO!                             | 7会場（全20公演）  | 名古屋彩虹表演廳                                            | 8月18日「嵐と一緒に犬のキモチになってみたりしてワンワン ワワワワン 特別公演」舉行                                                |
| 2002年8月6日－ 2002年9月8日     | ARASHI SUMMER 2002 HERE WE GO!                             | 7会場（全20公演）  | 福岡海洋展覽館                                              | 8月18日「嵐と一緒に犬のキモチになってみたりしてワンワン ワワワワン 特別公演」舉行                                                |
| 2002年12月28日－ 2003年1月13日  | ARASHI STORM CONCERT 2002 新嵐 ATARASHI ARASHI             | 3会場（全13公演）  | 大阪城音樂廳                                                | |
| 2002年12月28日－ 2003年1月13日  | ARASHI STORM CONCERT 2002 新嵐 ATARASHI ARASHI             | 3会場（全13公演）  | 名古屋彩虹表演廳                                            | |
| 2002年12月28日－ 2003年1月13日  | ARASHI STORM CONCERT 2002 新嵐 ATARASHI ARASHI             | 3会場（全13公演）  | 橫濱體育館                                                  | |
| 2003年8月7日－ 2003年9月7日     | USO!?ジャパン special summer ARASHI 2003 How's it going?   | 9会場（全22公演）  | 2003/08/07 北海道立綜合體育中心                             | |
| 2003年8月7日－ 2003年9月7日     | USO!?ジャパン special summer ARASHI 2003 How's it going?   | 9会場（全22公演）  | 2003/08/13 グランディ・21 宮城県総合体育館                  | |
| 2003年8月7日－ 2003年9月7日     | USO!?ジャパン special summer ARASHI 2003 How's it going?   | 9会場（全22公演）  | 2003/08/15 新潟朱鷺展覽館                                   | |
| 2003年8月7日－ 2003年9月7日     | USO!?ジャパン special summer ARASHI 2003 How's it going?   | 9会場（全22公演）  | 2003/08/17-18 福岡海洋展覽館                                | |
| 2003年8月7日－ 2003年9月7日     | USO!?ジャパン special summer ARASHI 2003 How's it going?   | 9会場（全22公演）  | 2003/08/20-22 大阪城音樂廳                                  | |
| 2003年8月7日－ 2003年9月7日     | USO!?ジャパン special summer ARASHI 2003 How's it going?   | 9会場（全22公演）  | 2003/08/25-26 名古屋彩虹表演廳                              | |
| 2003年8月7日－ 2003年9月7日     | USO!?ジャパン special summer ARASHI 2003 How's it going?   | 9会場（全22公演）  | 2003/08/29 廣島綠色競技場                                   | |
| 2003年8月7日－ 2003年9月7日     | USO!?ジャパン special summer ARASHI 2003 How's it going?   | 9会場（全22公演）  | 2003/08/31 愛媛県県民文化会館                               | |
| 2003年8月7日－ 2003年9月7日     | USO!?ジャパン special summer ARASHI 2003 How's it going?   | 9会場（全22公演）  | 2003/09/06-07 さいたまスーパーアリーナ                      | |
| 2003年12月28日－ 2004年1月12日  | WINTER CONCERT 2003-2004〜LIVE IS HARD だから HAPPY〜      | 3会場（全15公演）  | 大阪城音樂廳                                                | |
| 2003年12月28日－ 2004年1月12日  | WINTER CONCERT 2003-2004〜LIVE IS HARD だから HAPPY〜      | 3会場（全15公演）  | 名古屋彩虹表演廳                                            | |
| 2003年12月28日－ 2004年1月12日  | WINTER CONCERT 2003-2004〜LIVE IS HARD だから HAPPY〜      | 3会場（全15公演）  | 橫濱體育館                                                  | |
| 2004年7月27日－ 2004年8月31日   | 2004 Dの嵐!Presents 嵐!いざッ、Now Tour!!                  | 8会場（全27公演）  | 2004/07/27-28 大阪城音樂廳                                  | |
| 2004年7月27日－ 2004年8月31日   | 2004 Dの嵐!Presents 嵐!いざッ、Now Tour!!                  | 8会場（全27公演）  | 2004/08/02-04 橫濱體育館                                    | |
| 2004年7月27日－ 2004年8月31日   | 2004 Dの嵐!Presents 嵐!いざッ、Now Tour!!                  | 8会場（全27公演）  | 2004/08/06-07 名古屋彩虹表演廳                              | |
| 2004年7月27日－ 2004年8月31日   | 2004 Dの嵐!Presents 嵐!いざッ、Now Tour!!                  | 8会場（全27公演）  | 2004/08/11 北海道立綜合體育中心                             | |
| 2004年7月27日－ 2004年8月31日   | 2004 Dの嵐!Presents 嵐!いざッ、Now Tour!!                  | 8会場（全27公演）  | 2004/08/15 グランディ・21 宮城県綜合体育館                  | |
| 2004年7月27日－ 2004年8月31日   | 2004 Dの嵐!Presents 嵐!いざッ、Now Tour!!                  | 8会場（全27公演）  | 2004/08/17 長野・ビッグハット                               | |
| 2004年7月27日－ 2004年8月31日   | 2004 Dの嵐!Presents 嵐!いざッ、Now Tour!!                  | 8会場（全27公演）  | 2004/08/20 廣島綠色競技場                                   | |
| 2004年7月27日－ 2004年8月31日   | 2004 Dの嵐!Presents 嵐!いざッ、Now Tour!!                  | 8会場（全27公演）  | 2004/08/24 新潟朱鷺展覽館                                   | |
| 2004年7月27日－ 2004年8月31日   | 2004 Dの嵐!Presents 嵐!いざッ、Now Tour!!                  | 8会場（全27公演）  | 2004/08/29 浜松アリーナ                                     | |
| 2004年7月27日－ 2004年8月31日   | 2004 Dの嵐!Presents 嵐!いざッ、Now Tour!!                  | 8会場（全27公演）  | 2004/08/31 マリンメッセ福岡                                 | |
| 2005年7月26日－ 8月24日         | 嵐 LIVE 2005 "One" SUMMER TOUR                             | 8会場（全27公演）  | 廣島綠色競技場                                              | moving stage首次登場 |
| 2005年7月26日－ 8月24日         | 嵐 LIVE 2005 "One" SUMMER TOUR                             | 8会場（全27公演）  | 名古屋市総合体育館                                          | moving stage首次登場 |
| 2005年7月26日－ 8月24日         | 嵐 LIVE 2005 "One" SUMMER TOUR                             | 8会場（全27公演）  | 大阪城音樂廳                                                | moving stage首次登場 |
| 2005年7月26日－ 8月24日         | 嵐 LIVE 2005 "One" SUMMER TOUR                             | 8会場（全27公演）  | 國立代代木競技場                                            | moving stage首次登場 |
| 2005年7月26日－ 8月24日         | 嵐 LIVE 2005 "One" SUMMER TOUR                             | 8会場（全27公演）  | 仙台市體育館                                                | moving stage首次登場 |
| 2005年7月26日－ 8月24日         | 嵐 LIVE 2005 "One" SUMMER TOUR                             | 8会場（全27公演）  | 北海道綜合體育中心                                          | moving stage首次登場 |
| 2005年7月26日－ 8月24日         | 嵐 LIVE 2005 "One" SUMMER TOUR                             | 8会場（全27公演）  | 福岡海洋展覽館                                              | moving stage首次登場 |
| 2005年7月26日－ 8月24日         | 嵐 LIVE 2005 "One" SUMMER TOUR                             | 8会場（全27公演）  | 新潟朱鷺展覽館                                              | moving stage首次登場 |
| 2006年7月9日－ 8月31日          | 嵐 SUMMER TOUR 2006 “ARASHIC ARACHIC ARASICK Cool&Soul”    | 11会場（全37公演） | 2006/07/09 北海道立綜合體育中心                             | |
| 2006年7月9日－ 8月31日          | 嵐 SUMMER TOUR 2006 “ARASHIC ARACHIC ARASICK Cool&Soul”    | 11会場（全37公演） | 2006/07/16 廣島綠色競技場                                   | |
| 2006年7月9日－ 8月31日          | 嵐 SUMMER TOUR 2006 “ARASHIC ARACHIC ARASICK Cool&Soul”    | 11会場（全37公演） | 2006/07/22-23 橫濱體育館                                    | |
| 2006年7月9日－ 8月31日          | 嵐 SUMMER TOUR 2006 “ARASHIC ARACHIC ARASICK Cool&Soul”    | 11会場（全37公演） | 2006/07/29-30 大阪城音樂廳                                  | |
| 2006年7月9日－ 8月31日          | 嵐 SUMMER TOUR 2006 “ARASHIC ARACHIC ARASICK Cool&Soul”    | 11会場（全37公演） | 2006/08/02 長野・ビッグハット                               | |
| 2006年7月9日－ 8月31日          | 嵐 SUMMER TOUR 2006 “ARASHIC ARACHIC ARASICK Cool&Soul”    | 11会場（全37公演） | 2006/08/09 福岡海洋展覽館                                   | |
| 2006年7月9日－ 8月31日          | 嵐 SUMMER TOUR 2006 “ARASHIC ARACHIC ARASICK Cool&Soul”    | 11会場（全37公演） | 2006/08/13 福井太陽圓頂                                     | |
| 2006年7月9日－ 8月31日          | 嵐 SUMMER TOUR 2006 “ARASHIC ARACHIC ARASICK Cool&Soul”    | 11会場（全37公演） | 2006/08/16 グランディ・21 宮城県総合体育館                  | |
| 2006年7月9日－ 8月31日          | 嵐 SUMMER TOUR 2006 “ARASHIC ARACHIC ARASICK Cool&Soul”    | 11会場（全37公演） | 2006/08/19-20 名古屋彩虹表演廳                              | |
| 2006年7月9日－ 8月31日          | 嵐 SUMMER TOUR 2006 “ARASHIC ARACHIC ARASICK Cool&Soul”    | 11会場（全37公演） | 2006/08/23-24 新潟市産業振興センター                        | |
| 2006年7月9日－ 8月31日          | 嵐 SUMMER TOUR 2006 “ARASHIC ARACHIC ARASICK Cool&Soul”    | 11会場（全37公演） | 2006/08/29-31 橫濱體育館                                    | |
| 2006年7月9日－ 8月31日          | 嵐 SUMMER TOUR 2006 “ARASHIC ARACHIC ARASICK Cool&Soul”    | 11会場（全37公演） | 2006/09/16-17 台北小巨蛋                                    | 首次海外公演 ARASHI FIRST CONCERT 2006 in Taipei〜久等了!嵐來了!〜                                                               |
| 2006年7月9日－ 8月31日          | 嵐 SUMMER TOUR 2006 “ARASHIC ARACHIC ARASICK Cool&Soul”    | 11会場（全37公演） | 2006/11/11-12 オリンピック公園-オリンピック・ホール         | ARASHI FIRST CONCERT 2006 in Seoul 〜You are my 서울 SOUL〜                                                                      |
| 2007年1月3日－1月8日            | 凱旋記念公演 ARASHI AROUND ASIA                            | 2会場（全9公演）   | 大阪城音樂廳                                                | |
| 2007年1月3日－1月8日            | 凱旋記念公演 ARASHI AROUND ASIA                            | 2会場（全9公演）   | 橫濱體育館                                                  | |
| 2007年4月21日－4月30日          | 凱旋記念最終公演 ARASHI AROUND ASIA+in Dome                | 2会場（全4公演）   | 2007/04/21-22 大阪巨蛋                                      | 首次東京巨蛋公演、冬季巡迴追加公演、COOL & SOUL for DOME07發表                                                                   |
| 2007年4月21日－4月30日          | 凱旋記念最終公演 ARASHI AROUND ASIA+in Dome                | 2会場（全4公演）   | 2007/04/29-30 東京巨蛋                                      | 首次東京巨蛋公演、冬季巡迴追加公演、COOL & SOUL for DOME07發表                                                                   |
| 2007年7月14日－10月8日          | ARASHI SUMMER TOUR 2007 Time -コトバノチカラ-              | 14会場（全47公演） | 2007/07/14-16 大阪城中心                                    | |
| 2007年7月14日－10月8日          | ARASHI SUMMER TOUR 2007 Time -コトバノチカラ-              | 14会場（全47公演） | 2007/07/21-22 北海道立綜合體育中心                          | |
| 2007年7月14日－10月8日          | ARASHI SUMMER TOUR 2007 Time -コトバノチカラ-              | 14会場（全47公演） | 2007/07/28-8/1 橫濱體育館                                   | |
| 2007年7月14日－10月8日          | ARASHI SUMMER TOUR 2007 Time -コトバノチカラ-              | 14会場（全47公演） | 2007/08/05 長野ビッグハット                                 | |
| 2007年7月14日－10月8日          | ARASHI SUMMER TOUR 2007 Time -コトバノチカラ-              | 14会場（全47公演） | 2007/08/08 石川県産業展示館                                 | |
| 2007年7月14日－10月8日          | ARASHI SUMMER TOUR 2007 Time -コトバノチカラ-              | 14会場（全47公演） | 2007/08/11-12 廣島綠色競技場                                | |
| 2007年7月14日－10月8日          | ARASHI SUMMER TOUR 2007 Time -コトバノチカラ-              | 14会場（全47公演） | 2007/08/14 福岡海洋展覽館                                   | |
| 2007年7月14日－10月8日          | ARASHI SUMMER TOUR 2007 Time -コトバノチカラ-              | 14会場（全47公演） | 2007/08/17 鹿兒島體育館                                     | |
| 2007年7月14日－10月8日          | ARASHI SUMMER TOUR 2007 Time -コトバノチカラ-              | 14会場（全47公演） | 2007/08/21-22 日本ガイシ スポーツプラザ ガイシホール        | |
| 2007年7月14日－10月8日          | ARASHI SUMMER TOUR 2007 Time -コトバノチカラ-              | 14会場（全47公演） | 2007/08/25-26 宮城県総合運動公園総合体育館                  | |
| 2007年7月14日－10月8日          | ARASHI SUMMER TOUR 2007 Time -コトバノチカラ-              | 14会場（全47公演） | 2007/08/29-30 濱松競技場                                    | |
| 2007年7月14日－10月8日          | ARASHI SUMMER TOUR 2007 Time -コトバノチカラ-              | 14会場（全47公演） | 2007/09/01-02 新潟朱鷺展覽館                                | |
| 2007年7月14日－10月8日          | ARASHI SUMMER TOUR 2007 Time -コトバノチカラ-              | 14会場（全47公演） | 2007/09/23-24 大阪巨蛋                                      | |
| 2007年7月14日－10月8日          | ARASHI SUMMER TOUR 2007 Time -コトバノチカラ-              | 14会場（全47公演） | 2007/10/07-08 東京巨蛋                                      | |
| 2008年5月16日－7月6日           | ARASHI Marks2008 Dream-A-live                              | 5会場（全10公演）  | 2008/05/16.18 大阪巨蛋                                      | 首次全國五大巨蛋公演 |
| 2008年5月16日－7月6日           | ARASHI Marks2008 Dream-A-live                              | 5会場（全10公演）  | 2008/05/31-6/1 名古屋巨蛋                                   | 首次全國五大巨蛋公演 |
| 2008年5月16日－7月6日           | ARASHI Marks2008 Dream-A-live                              | 5会場（全10公演）  | 2008/6/14-15 東京巨蛋                                       | 首次全國五大巨蛋公演 |
| 2008年5月16日－7月6日           | ARASHI Marks2008 Dream-A-live                              | 5会場（全10公演）  | 2008/06/18-19 福岡巨蛋                                      | 首次全國五大巨蛋公演 |
| 2008年5月16日－7月6日           | ARASHI Marks2008 Dream-A-live                              | 5会場（全10公演）  | 2008/07/05-06 札幌巨蛋                                      | 首次全國五大巨蛋公演 |
| 2008年9月5日－11月16日          | arashi marks ARASHI AROUND ASIA 2008                       | 4会場（全8公演）   | 2008/09/05-06 國立霞丘陸上競技場（東京）                    | 史上第一次連續兩日在國立競技場公演、第二次亞洲巡演                                                                               |
| 2008年9月5日－11月16日          | arashi marks ARASHI AROUND ASIA 2008                       | 4会場（全8公演）   | 2008/10/11-12 台北小巨蛋（台北）                            | 史上第一次連續兩日在國立競技場公演、第二次亞洲巡演                                                                               |
| 2008年9月5日－11月16日          | arashi marks ARASHI AROUND ASIA 2008                       | 4会場（全8公演）   | 2008/11/01-02 オリンピック公園-オリンピック・ホール（首爾） | 史上第一次連續兩日在國立競技場公演、第二次亞洲巡演                                                                               |
| 2008年9月5日－11月16日          | arashi marks ARASHI AROUND ASIA 2008                       | 4会場（全8公演）   | 2008/11/15-16 上海大舞台（上海）                            | 史上第一次連續兩日在國立競技場公演、第二次亞洲巡演                                                                               |
| 2009年8月28日－ 2010年1月17日   | ARASHI Anniversary Tour 5×10                               | 6会場（全15公演）  | 2009/08/28-30 國立霞丘陸上競技場（東京）                    | 10周年紀念 |
| 2009年8月28日－ 2010年1月17日   | ARASHI Anniversary Tour 5×10                               | 6会場（全15公演）  | 2009/09/18-19 福岡巨蛋                                      | 10周年紀念 |
| 2009年8月28日－ 2010年1月17日   | ARASHI Anniversary Tour 5×10                               | 6会場（全15公演）  | 2009/09/25-27 大阪巨蛋                                      | 10周年紀念 |
| 2009年8月28日－ 2010年1月17日   | ARASHI Anniversary Tour 5×10                               | 6会場（全15公演）  | 2009/11/14-15 札幌巨蛋                                      | 10周年紀念 |
| 2009年8月28日－ 2010年1月17日   | ARASHI Anniversary Tour 5×10                               | 6会場（全15公演）  | 2009/12/04-06 東京巨蛋                                      | 10周年紀念 |
| 2009年8月28日－ 2010年1月17日   | ARASHI Anniversary Tour 5×10                               | 6会場（全15公演）  | 2010/01/16-17 名古屋巨蛋                                    | 10周年紀念 |
| 2010年8月21日－ 2011年1月16日   | ARASHI 10-11 Tour “Scene”～君と僕の見ている風景～          | 6会場（全16公演）  | 2010/08/21-22 2010/09/03-04 國立霞丘陸上競技場（東京）      | |
| 2010年8月21日－ 2011年1月16日   | ARASHI 10-11 Tour “Scene”～君と僕の見ている風景～          | 6会場（全16公演）  | 2010/09/29-31 大阪巨蛋                                      | |
| 2010年8月21日－ 2011年1月16日   | ARASHI 10-11 Tour “Scene”～君と僕の見ている風景～          | 6会場（全16公演）  | 2010/10/13-14 札幌巨蛋                                      | |
| 2010年8月21日－ 2011年1月16日   | ARASHI 10-11 Tour “Scene”～君と僕の見ている風景～          | 6会場（全16公演）  | 2010/10/19-21 東京巨蛋                                      | |
| 2010年8月21日－ 2011年1月16日   | ARASHI 10-11 Tour “Scene”～君と僕の見ている風景～          | 6会場（全16公演）  | 2010/12/04-05 名古屋巨蛋                                    | |
| 2010年8月21日－ 2011年1月16日   | ARASHI 10-11 Tour “Scene”～君と僕の見ている風景～          | 6会場（全16公演）  | 2011/01/15-16 福岡巨蛋                                      | |
| 2011年6月24日－ 2011年6月26日   | 嵐ヮクヮク学校2011 ～毎日がもっと輝く5つの授業～           | 1会場              | 2011/6/24-26 東京巨蛋                                       | |
| 2011年7月24日－ 2012年1月15日   | ARASHI LIVE TOUR Beautiful World                           | 6会場（全13公演）  | 2011/07/24 大阪巨蛋                                         | 2011年9月2日国立霞ヶ丘競技場受到颱風影響延期至2011年9月4日                                                                       |
| 2011年7月24日－ 2012年1月15日   | ARASHI LIVE TOUR Beautiful World                           | 6会場（全13公演）  | 2011/07/30-31 札幌巨蛋                                      | 2011年9月2日国立霞ヶ丘競技場受到颱風影響延期至2011年9月4日                                                                       |
| 2011年7月24日－ 2012年1月15日   | ARASHI LIVE TOUR Beautiful World                           | 6会場（全13公演）  | 2011/09/02-03 國立霞丘陸上競技場                            | 2011年9月2日国立霞ヶ丘競技場受到颱風影響延期至2011年9月4日                                                                       |
| 2011年7月24日－ 2012年1月15日   | ARASHI LIVE TOUR Beautiful World                           | 6会場（全13公演）  | 2012/01/03-04 大阪巨蛋                                      | 2011年9月2日国立霞ヶ丘競技場受到颱風影響延期至2011年9月4日                                                                       |
| 2011年7月24日－ 2012年1月15日   | ARASHI LIVE TOUR Beautiful World                           | 6会場（全13公演）  | 2012/01/07-08 名古屋巨蛋                                    | 2011年9月2日国立霞ヶ丘競技場受到颱風影響延期至2011年9月4日                                                                       |
| 2011年7月24日－ 2012年1月15日   | ARASHI LIVE TOUR Beautiful World                           | 6会場（全13公演）  | 2012/01/14-15 福岡巨蛋                                      | 2011年9月2日国立霞ヶ丘競技場受到颱風影響延期至2011年9月4日                                                                       |
| 2012年6月16日－ 2012年7月16日   | 嵐ヮクヮク学校2012 ～毎日がもっと輝く5つの授業～           | 2会場（全5公演）   | 2012/6/16-17 東京巨蛋                                       | |
| 2012年6月16日－ 2012年7月16日   | 嵐ヮクヮク学校2012 ～毎日がもっと輝く5つの授業～           | 2会場（全5公演）   | 2012/7/16-17 大阪巨蛋                                       | |
| 2012年9月20日－ 2012年9月21日   | ARAFES アラフェス                                          | 1会場（全2公演）   | 2012/09/20-21 國立霞丘陸上競技場                            | |
| 2012年11月16日－ 2013年1月13日  | ARASHI LIVE TOUR 2012 ‘Popcorn’                            | 5会場（全16公演）  | 2012/11/16-18 大阪巨蛋                                      | 全國五大巨蛋公演 |
| 2012年11月16日－ 2013年1月13日  | ARASHI LIVE TOUR 2012 ‘Popcorn’                            | 5会場（全16公演）  | 2012/11/30-12/02 札幌巨蛋                                   | 全國五大巨蛋公演 |
| 2012年11月16日－ 2013年1月13日  | ARASHI LIVE TOUR 2012 ‘Popcorn’                            | 5会場（全16公演）  | 2012/12/07-09 福岡巨蛋                                      | 全國五大巨蛋公演 |
| 2012年11月16日－ 2013年1月13日  | ARASHI LIVE TOUR 2012 ‘Popcorn’                            | 5会場（全16公演）  | 2012/12/13-16 東京巨蛋                                      | 全國五大巨蛋公演 |
| 2012年11月16日－ 2013年1月13日  | ARASHI LIVE TOUR 2012 ‘Popcorn’                            | 5会場（全16公演）  | 2013/01/11-13 名古屋巨蛋                                    | 全國五大巨蛋公演 |
| 2013年9月21日－ 2013年9月22日   | ARAFES アラフェス'13                                       | 1会場（全2公演）   | 2013/09/21-22 國立霞丘陸上競技場                            | |
| 2013年6月29日－ 2013年7月14日   | 嵐ヮクヮク学校2013 ～毎日がもっと輝く5つの授業～           | 2会場（全5公演）   | 2013/6/29-30 東京巨蛋                                       | |
| 2013年6月29日－ 2013年7月14日   | 嵐ヮクヮク学校2013 ～毎日がもっと輝く5つの授業～           | 2会場（全5公演）   | 2013/7/13-14 大阪巨蛋                                       | |
| 2013年11月8日－ 2013年12月22日  | ARASHI LIVE TOUR 2013‘LOVE’                                | 5会場（全16公演）  | 2013/11/08-10 名古屋巨蛋                                    | 全國五大巨蛋公演 |
| 2013年11月8日－ 2013年12月22日  | ARASHI LIVE TOUR 2013‘LOVE’                                | 5会場（全16公演）  | 2013/11/15-17 札幌巨蛋                                      | 全國五大巨蛋公演 |
| 2013年11月8日－ 2013年12月22日  | ARASHI LIVE TOUR 2013‘LOVE’                                | 5会場（全16公演）  | 2013/11/22-24 大阪巨蛋                                      | 全國五大巨蛋公演 |
| 2013年11月8日－ 2013年12月22日  | ARASHI LIVE TOUR 2013‘LOVE’                                | 5会場（全16公演）  | 2013/12/12-15 東京巨蛋                                      | 全國五大巨蛋公演 |
| 2013年11月8日－ 2013年12月22日  | ARASHI LIVE TOUR 2013‘LOVE’                                | 5会場（全16公演）  | 2013/12/20-22 福岡巨蛋                                      | 全國五大巨蛋公演 |
| 2014年6月7日－ 2014年6月29日    | 嵐ヮクヮク学校2014 增進友誼的巨蛋集訓                      | 2会場（全4公演）   | 2014/6/07-08 大阪巨蛋                                       | |
| 2014年6月7日－ 2014年6月29日    | 嵐ヮクヮク学校2014 增進友誼的巨蛋集訓                      | 2会場（全4公演）   | 2014/6/28-29 東京巨蛋                                       | |
| 2014年9月19日－ 2014年9月20日   | ARASHI BLAST in Hawaii                                     | 1会場（全2公演）   | 2014/09/19-20 科奧利納度假村 特設会場                       | 15周年紀念 |
| 2014年11月14日－ 2014年12月23日 | ARASHI LIVE TOUR 2014 ‘THE DIGITALIAN’                     | 5会場 （全18公演） | 2014/11/14-16 福岡巨蛋                                      | 全國五大巨蛋公演 |
| 2014年11月14日－ 2014年12月23日 | ARASHI LIVE TOUR 2014 ‘THE DIGITALIAN’                     | 5会場 （全18公演） | 2014/11/27-30 大阪巨蛋                                      | 全國五大巨蛋公演 |
| 2014年11月14日－ 2014年12月23日 | ARASHI LIVE TOUR 2014 ‘THE DIGITALIAN’                     | 5会場 （全18公演） | 2014/12/05-07 名古屋巨蛋                                    | 全國五大巨蛋公演 |
| 2014年11月14日－ 2014年12月23日 | ARASHI LIVE TOUR 2014 ‘THE DIGITALIAN’                     | 5会場 （全18公演） | 2014/12/12-14 札幌巨蛋                                      | 全國五大巨蛋公演 |
| 2014年11月14日－ 2014年12月23日 | ARASHI LIVE TOUR 2014 ‘THE DIGITALIAN’                     | 5会場 （全18公演） | 2014/12/19-23 東京巨蛋                                      | 全國五大巨蛋公演 |
| 2015年6月5日－ 2015年6月28日    | 嵐ヮクヮク学校2015 讓日本變得更好玩的四季授業              | 2会場（全5公演）   | 2015/6/05-07 大阪巨蛋                                       | 後輩Hey! Say! JUMP作為學生參加                                                                                                   |
| 2015年6月5日－ 2015年6月28日    | 嵐ヮクヮク学校2015 讓日本變得更好玩的四季授業              | 2会場（全5公演）   | 2015/6/27-28 東京巨蛋                                       | 後輩Hey! Say! JUMP作為學生參加                                                                                                   |
| 2015年9月19日－ 2015年9月23日   | ARASHI BLAST in Miyagi                                     | 1会場（全4公演）   | 2015/09/19-20 宮城體育場                                    | |
| 2015年9月19日－ 2015年9月23日   | ARASHI BLAST in Miyagi                                     | 1会場（全4公演）   | 2015/09/22-23 宮城體育場                                    | |
| 2015年11月6日－ 2015年12月27日  | ARASHI LIVE TOUR 2015 ‘JAPONISM’                           | 5会場 （全17公演） | 2015/11/6-8 名古屋巨蛋                                      | 全國五大巨蛋公演 |
| 2015年11月6日－ 2015年12月27日  | ARASHI LIVE TOUR 2015 ‘JAPONISM’                           | 5会場 （全17公演） | 2015/11/13-15 札幌巨蛋                                      | 全國五大巨蛋公演 |
| 2015年11月6日－ 2015年12月27日  | ARASHI LIVE TOUR 2015 ‘JAPONISM’                           | 5会場 （全17公演） | 2015/11/26-29 大阪巨蛋                                      | 全國五大巨蛋公演 |
| 2015年11月6日－ 2015年12月27日  | ARASHI LIVE TOUR 2015 ‘JAPONISM’                           | 5会場 （全17公演） | 2015/12/17-19 福岡巨蛋                                      | 全國五大巨蛋公演 |
| 2015年11月6日－ 2015年12月27日  | ARASHI LIVE TOUR 2015 ‘JAPONISM’                           | 5会場 （全17公演） | 2015/12/23-27 東京巨蛋                                      | 全國五大巨蛋公演 |
| 2016年6月18日－ 2016年6月26日   | 嵐ヮクヮク学校2016 讓每天更燦爛的5個自由研究課題           | 2会場（全6公演）   | 2016/6/18-19 大阪巨蛋                                       | 後輩ジャニスWEST作為學生參加 |
| 2016年6月18日－ 2016年6月26日   | 嵐ヮクヮク学校2016 讓每天更燦爛的5個自由研究課題           | 2会場（全6公演）   | 2016/6/25-26 東京巨蛋                                       | 後輩ジャニスWEST作為學生參加 |
| 2016年4月23日－ 2016年8月10日   | ARASHI“Japonism Show”in ARENA                              | 6会場 （全17公演） | 2016/4/23-24 サンドーム福井                                 | 時隔9年的ARENA巡迴 |
| 2016年4月23日－ 2016年8月10日   | ARASHI“Japonism Show”in ARENA                              | 6会場 （全17公演） | 2016/5/7-8 廣島縣立綜合體育館                               | 時隔9年的ARENA巡迴 |
| 2016年4月23日－ 2016年8月10日   | ARASHI“Japonism Show”in ARENA                              | 6会場 （全17公演） | 2016/7/23-24 靜岡エコパアリーナ                             | 時隔9年的ARENA巡迴 |
| 2016年4月23日－ 2016年8月10日   | ARASHI“Japonism Show”in ARENA                              | 6会場 （全17公演） | 2016/7/30-31 鹿兒島アリーナ                                 | 時隔9年的ARENA巡迴 |
| 2016年4月23日－ 2016年8月10日   | ARASHI“Japonism Show”in ARENA                              | 6会場 （全17公演） | 2016/8/6-7 長野M-WAVE                                       | 時隔9年的ARENA巡迴 |
| 2016年4月23日－ 2016年8月10日   | ARASHI“Japonism Show”in ARENA                              | 6会場 （全17公演） | 2016/8/9-10 橫濱體育館                                      | 時隔9年的ARENA巡迴 |
| 2016年11月11日－ 2017年1月8日   | ARASHI LIVE TOUR 2016-2017 ‘Are You Happy?’                | 5会場 （全18公演） | 2016/11/11-13 札幌巨蛋                                      | 全國五大巨蛋公演 |
| 2016年11月11日－ 2017年1月8日   | ARASHI LIVE TOUR 2016-2017 ‘Are You Happy?’                | 5会場 （全18公演） | 2016/11/19-21 東京巨蛋                                      | 全國五大巨蛋公演 |
| 2016年11月11日－ 2017年1月8日   | ARASHI LIVE TOUR 2016-2017 ‘Are You Happy?’                | 5会場 （全18公演） | 2016/12/2-4 大阪巨蛋                                        | 全國五大巨蛋公演 |
| 2016年11月11日－ 2017年1月8日   | ARASHI LIVE TOUR 2016-2017 ‘Are You Happy?’                | 5会場 （全18公演） | 2016/12/16-18 名古屋巨蛋                                    | 全國五大巨蛋公演 |
| 2016年11月11日－ 2017年1月8日   | ARASHI LIVE TOUR 2016-2017 ‘Are You Happy?’                | 5会場 （全18公演） | 2016/12/26-28 東京巨蛋                                      | 全國五大巨蛋公演 |
| 2016年11月11日－ 2017年1月8日   | ARASHI LIVE TOUR 2016-2017 ‘Are You Happy?’                | 5会場 （全18公演） | 2017/1/6-8 福岡巨蛋                                         | 全國五大巨蛋公演 |
| 2017年6月17日－ 2017年7月9日    | 嵐ヮクヮク学校2017 保健体育                                | 2会場（全6公演）   | 2017/6/17-18 大阪巨蛋                                       | 後輩Sexy Zone作為助手參加 |
| 2017年6月17日－ 2017年7月9日    | 嵐ヮクヮク学校2017 保健体育                                | 2会場（全6公演）   | 2017/7/08-09 東京巨蛋                                       | 後輩Sexy Zone作為助手參加 |
| 2017年11月17日－ 2018年1月14日  | ARASHI LIVE TOUR 2017-2018 ‘untitled’                      | 5会場 （全18公演） | 2017/11/17-19 札幌巨蛋                                      | 全國五大巨蛋公演 |
| 2017年11月17日－ 2018年1月14日  | ARASHI LIVE TOUR 2017-2018 ‘untitled’                      | 5会場 （全18公演） | 2017/12/1-3 東京巨蛋                                        | 全國五大巨蛋公演 |
| 2017年11月17日－ 2018年1月14日  | ARASHI LIVE TOUR 2017-2018 ‘untitled’                      | 5会場 （全18公演） | 2017/12/8-10 福岡巨蛋                                       | 全國五大巨蛋公演 |
| 2017年11月17日－ 2018年1月14日  | ARASHI LIVE TOUR 2017-2018 ‘untitled’                      | 5会場 （全18公演） | 2017/12/15-17 名古屋巨蛋                                    | 全國五大巨蛋公演 |
| 2017年11月17日－ 2018年1月14日  | ARASHI LIVE TOUR 2017-2018 ‘untitled’                      | 5会場 （全18公演） | 2017/12/24-26 東京巨蛋                                      | 全國五大巨蛋公演 |
| 2017年11月17日－ 2018年1月14日  | ARASHI LIVE TOUR 2017-2018 ‘untitled’                      | 5会場 （全18公演） | 2018/1/12-14 大阪巨蛋                                       | 全國五大巨蛋公演 |
| 2018年6月8日－ 2018年7月1日     | 嵐ヮクヮク学校2018 ～毎日がもっと輝く5つの部活～           | 2会場（全6公演）   | 2018/6/8-10 大阪巨蛋                                        | 後輩Sexy Zone作為助手參加 |
| 2018年6月8日－ 2018年7月1日     | 嵐ヮクヮク学校2018 ～毎日がもっと輝く5つの部活～           | 2会場（全6公演）   | 2018/6/29-7/1 東京巨蛋                                      | 後輩Sexy Zone作為助手參加 |
| 2018年11月16日－ 2019年12月25日 | ARASHI Anniversary Tour 5×20                               | 5会場 （全50公演） | 2018/11/16-18 札幌巨蛋                                      | 出道20周年五大巨蛋巡迴公演 嵐史上最大規模公演 「and more...」追加2019年4月～12月共32公演                                         |
| 2018年11月16日－ 2019年12月25日 | ARASHI Anniversary Tour 5×20                               | 5会場 （全50公演） | 2018/11/30-2018/12/2 福岡巨蛋                               | 出道20周年五大巨蛋巡迴公演 嵐史上最大規模公演 「and more...」追加2019年4月～12月共32公演                                         |
| 2018年11月16日－ 2019年12月25日 | ARASHI Anniversary Tour 5×20                               | 5会場 （全50公演） | 2018/12/7-12/9 東京巨蛋                                     | 出道20周年五大巨蛋巡迴公演 嵐史上最大規模公演 「and more...」追加2019年4月～12月共32公演                                         |
| 2018年11月16日－ 2019年12月25日 | ARASHI Anniversary Tour 5×20                               | 5会場 （全50公演） | 2018/12/14-12/16 名古屋巨蛋                                 | 出道20周年五大巨蛋巡迴公演 嵐史上最大規模公演 「and more...」追加2019年4月～12月共32公演                                         |
| 2018年11月16日－ 2019年12月25日 | ARASHI Anniversary Tour 5×20                               | 5会場 （全50公演） | 2018/12/23-12/25 東京巨蛋                                   | 出道20周年五大巨蛋巡迴公演 嵐史上最大規模公演 「and more...」追加2019年4月～12月共32公演                                         |
| 2018年11月16日－ 2019年12月25日 | ARASHI Anniversary Tour 5×20                               | 5会場 （全50公演） | 2019/1/11-1/13 大阪巨蛋                                     | 出道20周年五大巨蛋巡迴公演 嵐史上最大規模公演 「and more...」追加2019年4月～12月共32公演                                         |
| 2018年11月16日－ 2019年12月25日 | ARASHI Anniversary Tour 5×20                               | 5会場 （全50公演） | 2019/4/13-4/14 名古屋巨蛋                                   | 出道20周年五大巨蛋巡迴公演 嵐史上最大規模公演 「and more...」追加2019年4月～12月共32公演                                         |
| 2018年11月16日－ 2019年12月25日 | ARASHI Anniversary Tour 5×20                               | 5会場 （全50公演） | 2019/4/18-4/20 東京巨蛋                                     | 出道20周年五大巨蛋巡迴公演 嵐史上最大規模公演 「and more...」追加2019年4月～12月共32公演                                         |
| 2018年11月16日－ 2019年12月25日 | ARASHI Anniversary Tour 5×20                               | 5会場 （全50公演） | 2019/4/28-4/29 福岡巨蛋                                     | 出道20周年五大巨蛋巡迴公演 嵐史上最大規模公演 「and more...」追加2019年4月～12月共32公演                                         |
| 2018年11月16日－ 2019年12月25日 | ARASHI Anniversary Tour 5×20                               | 5会場 （全50公演） | 2019/5/17-5/19 札幌巨蛋                                     | 出道20周年五大巨蛋巡迴公演 嵐史上最大規模公演 「and more...」追加2019年4月～12月共32公演                                         |
| 2018年11月16日－ 2019年12月25日 | ARASHI Anniversary Tour 5×20                               | 5会場 （全50公演） | 2019/8/30-9/1 大阪巨蛋                                      | 出道20周年五大巨蛋巡迴公演 嵐史上最大規模公演 「and more...」追加2019年4月～12月共32公演                                         |
| 2018年11月16日－ 2019年12月25日 | ARASHI Anniversary Tour 5×20                               | 5会場 （全50公演） | 2019/10/30-10/31 東京巨蛋                                   | 出道20周年五大巨蛋巡迴公演 嵐史上最大規模公演 「and more...」追加2019年4月～12月共32公演                                         |
| 2018年11月16日－ 2019年12月25日 | ARASHI Anniversary Tour 5×20                               | 5会場 （全50公演） | 2019/11/14-11/16 札幌巨蛋                                   | 出道20周年五大巨蛋巡迴公演 嵐史上最大規模公演 「and more...」追加2019年4月～12月共32公演                                         |
| 2018年11月16日－ 2019年12月25日 | ARASHI Anniversary Tour 5×20                               | 5会場 （全50公演） | 2019/11/21-11/23 大阪巨蛋                                   | 出道20周年五大巨蛋巡迴公演 嵐史上最大規模公演 「and more...」追加2019年4月～12月共32公演                                         |
| 2018年11月16日－ 2019年12月25日 | ARASHI Anniversary Tour 5×20                               | 5会場 （全50公演） | 2019/11/29-2019/12/1 東京巨蛋                               | 出道20周年五大巨蛋巡迴公演 嵐史上最大規模公演 「and more...」追加2019年4月～12月共32公演                                         |
| 2018年11月16日－ 2019年12月25日 | ARASHI Anniversary Tour 5×20                               | 5会場 （全50公演） | 2019/12/6-12/8 福岡巨蛋                                     | 出道20周年五大巨蛋巡迴公演 嵐史上最大規模公演 「and more...」追加2019年4月～12月共32公演                                         |
| 2018年11月16日－ 2019年12月25日 | ARASHI Anniversary Tour 5×20                               | 5会場 （全50公演） | 2019/12/13-12/15 名古屋巨蛋                                 | 出道20周年五大巨蛋巡迴公演 嵐史上最大規模公演 「and more...」追加2019年4月～12月共32公演                                         |
| 2018年11月16日－ 2019年12月25日 | ARASHI Anniversary Tour 5×20                               | 5会場 （全50公演） | 2019/12/24-12/25 東京巨蛋                                   | 出道20周年五大巨蛋巡迴公演 嵐史上最大規模公演 「and more...」追加2019年4月～12月共32公演                                         |
| 2020年11月3日                   | Arafes2020 at National Stadium                             | 1會場              | 2020/11/3 新國立競技場                                      | 當日為嵐出道21周年 此演唱會在10月25日以無觀眾形式預錄，後於網上播放 為首隊在新落成場館演出的歌手(場館重建前為國立霞丘陸上競技場) |
| 2020年12月31日                  | This is 嵐 Live 2020.12.31                                 | 1會場              | 2020/12/31 東京巨蛋                                         | 為嵐休團前最後一場演唱會 此演唱會以現場直播形式進行，不會進行事先預錄                                                            |

### 演唱會相關DVD/VHS
1. （2000年6月28日）
2. ALL or NOTHING（2002年6月12日）
3. How's it going? SUMMER CONCERT 2003（2003年12月17日）
4. 2004 嵐! 就趁現在 演唱會!!（2005年1月1日）
5. ARASHI AROUND ASIA Thailand-Taiwan-Korea（2007年5月23日）
6. ARASHI AROUND ASIA+ in DOME（2007年10月17日）
7. 2007夏日巡迴演唱會最終場Time -言語的力量-（2008年4月16日）
8. ARASHI AROUND ASIA 2008 in Tokyo（2009年3月25日）
9. ARASHI Anniversary Tour 5×10（2010年4月7日）
10. ARASHI 10-11 TOUR "SCENE"～你和我眼中的風景～STADIUM（2011年1月26日）
11. ARASHI 10-11 TOUR "SCENE"～你和我眼中的風景～DOME+（2011年6月15日）
12. ARASHI LIVE TOUR Beautiful World（2012年5月23日）
13. ARASHI AraFes NATIONAL STADIUM 2012（2012年12月26日）
14. ARASHI LIVE TOUR Popcorn （2013年4月24日）
15. ARASHI AraFes NATIONAL STADIUM 2013（2014年5月21日）
16. ARASHI LIVE TOUR 2013 “LOVE”（2014年7月30日）
17. ARASHI BLAST in Hawaii（2015年4月15日）
18. ARASHI LIVE TOUR 2014 THE DIGITALIAN（2015年7月29日）
19. ARASHI BLAST in Miyagi（2016年1月1日）
20. ARASHI LIVE TOUR 2015 “Japonism”（2016年8月24日）
21. ARASHI LIVE TOUR 2016-2017 Are You Happy？（2017年5月31日）
22. ARASHI LIVE TOUR 2017-2018 “untitled”（2018年6月13日）
23. ARASHI Anniversary Tour 5×20（2020年9月30日）
24. ARASHI ARAFES 2020 at 國立競技場（2021年7月28日）
25. ARASHI This is 嵐 LIVE 2020.12.31 (2021年12月29日）

### 音樂錄影帶合集
1. 5×10 1999-2009 音樂錄影帶完全精選!（2009年10月28日）
2. ARASHI All the BEST!! CLIPS（2019年10月16日）

### 電影原聲帶
1. THE ORIGINAL MOTION PICTURE SOUNDTRACK（2002年10月30日）
2. （2007年4月4日）

## 冠名綜藝節目
※有關成員個人名義之演出，請參見個別項目。
| 節目名稱                                        | 開始日期       | 結束日期       | 電視台     | 備註                                                             |
| ----------------------------------------------- | -------------- | -------------- | ---------- | ---------------------------------------------------------------- |
| 真夜中の嵐                                      | 2001年10月4日  | 2002年6月27日  | 日本電視台 |                                                                  |
| Cの嵐                                           | 2002年7月3日   | 2003年6月25日  | 日本電視台 |                                                                  |
| なまあらし LIVESTORM                            | 2002年10月     | 2004年3月      | 富士電視台 |                                                                  |
| Dの嵐                                           | 2003年7月3日   | 2005年9月28日  | 日本電視台 | Aの嵐(相葉)、Tの嵐(櫻井)、Oの嵐(大野)、ニノ嵐(二宮)、Mの嵐(松本) |
| 嵐の技ありっ                                    | 2004年4月3日   | 2005年3月26日  | 富士電視台 |                                                                  |
| まごまご嵐                                      | 2005年4月9日   | 2007年10月6日  | 富士電視台 |                                                                  |
| Gの嵐                                           | 2005年10月5日  | 2006年9月27日  | 日本電視台 |                                                                  |
| 嵐の宿题くん                                    | 2006年10月2日  | 2010年3月22日  | 日本電視台 |                                                                  |
| ゴールデンラッシュ嵐                            | 2007年10月20日 | 2008年3月29日  | 富士電視台 |                                                                  |
| 秘密嵐！                                        | 2008年4月10日  | 2013年3月21日  | TBS電視台  |                                                                  |
| VS嵐                                            | 2008年4月12日  | 2020年12月24日 | 富士電視台 |                                                                  |
| 嵐的大挑戰(嵐にしやがれ （页面存档备份，存于）) | 2010年4月24日  | 2020年12月26日 | 日本電視台 |                                                                  |

### 特備節目/已完結的節目
特備節目/已完結的節目一覽
| 電視台 | 開始日期       | 結束日期       | 名稱 |
| ------ | -------------- | -------------- | --- |
| NHK-2  | 1999年         | 2000年3月26日  | ミュージック・ジャンプ                                                                                             |
| NTV    | 2000年11月26日 | 2000年11月26日 | 錦織&嵐! はじめてのN.Y.豪華夢の秘ツアー                                                                            |
| NTV    | 2001年10月3日  | 2002年6月26日  | 真夜中の嵐 |
| NTV    | 2002年7月3日   | 2003年6月25日  | Cの嵐! |
| NTV    | 2003年7月2日   | 2005年9月28日  | Dの嵐! |
| NTV    | 2004年4月3日   | 2004年4月3日   | 朝なのにDの嵐! |
| NTV    | 2004年8月21日  | 2004年8月22日  | 24時間テレビ 「愛は地球を救う」 あなたの夢はみんなの夢                                                             |
| NTV    | 2005年3月30日  | 2005年3月30日  | オーストラリア大陸縦断! 激闘3000キロ ウルトラストロングゲーム                                                      |
| NTV    | 2005年10月5日  | 2006年9月27日  | Gの嵐! |
| NTV    | 2006年9月26日  | 2006年9月26日  | 驚きの嵐!世紀の実験 学者も予測不可能SP                                                                             |
| NTV    | 2006年10月2日  | 2010年3月22日  | 嵐の宿題くん |
| NTV    | 2007年3月23日  | 2007年3月23日  | 驚きの嵐!世紀の実験 学者も予測不可能SP2                                                                            |
| NTV    | 2007年10月11日 | 2007年10月11日 | 驚きの嵐!世紀の実験 学者も予測不可能SP3                                                                            |
| NTV    | 2008年4月6日   | 2008年4月6日   | 驚きの嵐!世紀の実験 学者も予測不可能SP4                                                                            |
| NTV    | 2008年8月30日  | 2008年8月31日  | 24時間テレビ31 「愛は地球を救う」 誓い〜一番大切な約束〜                                                           |
| NTV    | 2008年12月28日 | 2008年12月28日 | 驚きの嵐!世紀の実験 学者も予測不可能SP5                                                                            |
| NTV    | 2009年3月24日  | 2009年3月24日  | 嵐の実験&宿題くんSP                                                                                                |
| NTV    | 2009年11月1日  | 2009年11月1日  | 驚きの嵐!世紀の実験 学者も予測不可能SP6                                                                            |
| TBS    | 2000年4月15日  | 2000年12月16日 | ガキバラ帝国2000!                                                                                                  |
| TBS    | 2001年1月15日  | 2001年3月10日  | ガキバラ! |
| TBS    | 2001年4月14日  | 2003年9月13日  | USO!?ジャパン |
| TBS    | 2003年10月11日 | 2004年9月18日  | 探険! ホムンクルス〜脳と体のミステリー〜                                                                           |
| TBS    | 2007年12月25日 | 2007年12月25日 | 2007史上最大スポーツ大感謝フェスティバル 超一流アスリート一挙大集合スペシャル!!                                    |
| TBS    | 2008年4月10日  | 2013年3月21日  | ひみつの嵐ちゃん!                                                                                                  |
| TBS    | 2008年6月27日  |                | |
| CX     | 1999年10月11日 | 1999年10月29日 | Vの嵐 |
| CX     | 1999年10月30日 | 1999年11月27日 | 嵐のV1 |
| CX     | 1999年10月31日 | 1999年10月31日 | ワールドカップバレーボール'99直前 タモリの応援団長なんてやるもんじゃないスペシャル                                 |
| CX     | 1999年11月2日  | 1999年12月2日  | めざましテレビ |
| CX     | 1999年12月31日 | 2000年1月1日   | ワールドカウントダウンスーパースペシャル24時間まるごとライブ LOVE LOVE2000〜世界中の子供たちに僕らが愛でできること |
| CX     | 2002年1月4日   | 2002年1月4日   | 嵐のなりきりバラエティー 犬のキモチになってみましたワン!                                                           |
| CX     | 2002年4月14日  |                | |
| CX     | 2002年7月21日  | 2002年7月21日  | 嵐の犬のキモチになってみましたワンワン                                                                             |
| CX     | 2002年10月5日  | 2004年3月27日  | なまあらし LIVESTORM                                                                                               |
| CX     | 2004年4月3日   | 2005年3月26日  | |
| CX     | 2007年3月31日  | 2007年3月31日  | 江原啓之&嵐 現代人の悩みを救え!緊急生放送スペシャル!!〜明日への扉〜                                                |
| CX     | 2005年4月9日   | 2007年10月6日  | まごまご嵐 |
| CX     | 2007年10月20日 | 2008年3月29日  | GRA |
| CX     | 2008年10月1日  | 2008年10月1日  | VS嵐〜最強王者決定戦〜 第1回                                                                                       |
| CX     | 2009年1月10日  | 2009年1月10日  | VS嵐〜最強王者決定戦〜 第2回                                                                                       |
| CX     | 2009年4月10日  | 2009年4月10日  | VS嵐〜最強王者決定戦〜 第3回                                                                                       |
| CX     | 2009年7月26日  | 2009年7月26日  | FNS26時間テレビ ヘキサゴンVS嵐                                                                                     |
| CX     | 2009年10月22日 | 2009年10月22日 | VS嵐〜ゴールデン參上 豪華三つ巴 2時間SP!〜                                                                         |
| CX     | 2010年1月21日  | 2010年1月21日  | VS嵐〜2010年戦い始め〜 真冬の最強王者決定戦                                                                        |
| CX     | 2010年4月8日   |                | |
| EX     | 1999年10月20日 | 2000年3月8日   | やったるJ |
| EX     | 2000年4月19日  | 2001年3月14日  | music-enta |

## 全員主演之戲劇作品
| 年份   | 電影名稱                          | 製作團隊                                              | 音樂                                                      |
| ------ | --------------------------------- | ----------------------------------------------------- | --------------------------------------------------------- |
| 2002年 | ピカ☆ンチ LIFE IS HARDだけどHAPPY | 導演 - 堤幸彥 編劇 - 河原雅彥 原案 - 井之原快彦（V6） | 主題曲 - 嵐『PIKA☆NCHI』 劇中曲 - 嵐『道』                |
| 2004年 |                                   | 導演 - 堤幸彥 編劇 - 河原雅彥 原案 - 井之原快彦       | 主題曲 - 嵐『PIKA★★NCHI DOUBLE』 劇中曲 - 嵐『道』        |
| 2007年 |                                   | 原作 - 永島慎二 導演 - 犬童一心 編劇 - 市川森一       | 嵐『涙の流れ星』 劇中曲 - 嵐『もどり雨』                  |
| 2010年 |                                   | 腳本 - 金子茂樹 企画 - 瀧山麻土香 松崎容子            | 嵐『空高く』                                              |
| 2014年 |                                   | 導演 - 堤幸彥 編劇 - 河原雅彦 原案 - 井之原快彦       | 主題曲 - 嵐『PIKA★★NCHI DOUBLE』 片尾曲 - 嵐『PIKA☆NCHI』 |

## 電台節目
| 電台     | 日期                           | 節目 | 參與者           |
| -------- | ------------------------------ | ---- | ---------------- |
| NBS      | 1999年11月5日 - 11月26日       |      | 嵐               |
| NBS      | 2001年8月10日                  |      | 松本             |
| NBS      | 2003年7月28日 - 8月1日         |      | 嵐               |
| NBS      | 2007年4月25日                  |      | 相葉、二宮、松本 |
| TFM      | 2000年4月3日 - 2002年9月30日   |      | 嵐               |
| JFN      | 2003年7月6日、7月13日、7月20日 |      | 嵐               |
| FM FUJI  | 2005年3月5日 - 2008年3月30日   |      | 櫻井             |
| NACK5    | 2002年10月5日 - 2011年9月24日  |      | 松本             |
| FM横濱   | 2002年10月1日 - 2017年3月31日  |      | 大野             |
| 文化放送 | 2003年7月 - 至今               |      | 相葉             |
| Bayfm    | 2002年10月4日 - 至今           |      | 二宮             |

## 廣告

### 團體參與廣告一覽
| 年份             | 企業/團體     | 代言品牌/商品                                                    |
| ---------------- | ------------- | ---------------------------------------------------------------- |
| 2000年 - 2002年  | Bourbon       | Petit                                                            |
| 2001年           | 麥當勞        | 日本麥當勞                                                       |
| 2002年 - 2003年  | 森永乳業      | Eskimo Pino                                                      |
| 2002年           | 夏威夷州      | STAND UP HAWAII!!                                                |
| 2003年           | 日本可口可樂  | 可口可樂                                                         |
| 2003年 - 2005年  | House食品     | O'ZACK                                                           |
| 2004年           | PARCO         | Grand Bazar                                                      |
| 2006年 - 2008年  | House健康食品 | C1000                                                            |
| 2007年 -         | House食品     | 脆薯角                                                           |
| 2008年 - 2012年  | KDDI          | au                                                               |
| 2007年，2009年 - | House食品     | Tongari Corn                                                     |
| 2010年，2011年 - | 任天堂        | 瑪利歐系列、Wii Party、Wii Sports Resort、大金剛系列 、任天堂3DS |
| 2010年 -         | 日立          | 環保求和                                                         |
| 2010年 -         | 日本航空      | 日本航空A350-900（機身編號：JA04XJ）                             |
| 2014年 -         | GunHo Games   | Puzzle & Dragons W                                               |
| 2020年 -         | アサヒ飲料    | 三ツ矢サイダー                                                   |

## 外部連結
- 嵐 （页面存档备份，存于） J Storm: ARASHI （日語）
- 嵐 （页面存档备份，存于） Johnny's net: 嵐 （日語）
- 嵐 ひみつの嵐ちゃん! （日語）
- 嵐 （页面存档备份，存于） VS嵐 （日語）
- 嵐 （页面存档备份，存于） 嵐にしやがれ （日語）
- 嵐 （页面存档备份，存于） 官方Twitter （日語）
- 嵐 （页面存档备份，存于） 官方YouTube
- 嵐 （页面存档备份，存于） 官方Facebook （日語）
- 嵐 （页面存档备份，存于） 官方Instagram （日語）
- ARASHI的TikTok
- 嵐 （页面存档备份，存于） 官方微博weibo （中文）
- 嵐 台灣愛貝克思官方網站 （页面存档备份，存于）（繁體中文）